# 12 de abril
El 12 de abril es el 102.º (centésimo segundo) día del año en el calendario gregoriano y el 103.º (centésimo tercero) en los años bisiestos. Quedan 263 días para finalizar el año.

## Acontecimientos
- 238: en el norte de África, Capelia (gobernador de la provincia romana de África, leal al emperador Maximino Tracio) derrota y asesina al emperador Gordiano II en la batalla de Cartago. Al escuchar la noticia de su muerte, su padre Gordiano I se suicida.
- 240: Shapur I se convierte en coemperador del Imperio sasánida con su padre Ardashir I.
- 467: en Roma (península italiana), Antemio es proclamado emperador.
- 627: en las islas británicas, Paulinus (obispo de York) convierte al cristianismo al rey Eduino de Northumbria.
- 1012: en Praga (capital de Bohemia), el duque Oldřich de Bohemia depone y ciega a su hermano Jaromir, quien huye a Polonia.
- 1056: los chinos de la dinastía Song dejan registros de que este día desapareció la supernova del Cangrejo. Había explotado 22 meses antes (el 10 de julio de 1054) y permaneció tan brillante que podía verse de día. Después, los restos formarán la nebulosa del Cangrejo.
- 1175: 92 km al este de Turín (norte de Italia), con la derrota de Federico Barbarroja termina el asedio de la ciudad de Alessandría, que duró más de cinco meses.
- 1204: en el Imperio bizantino (actual Turquía), el ejército de la República de Venecia con los Caballeros Templarios de la Cuarta Cruzada rompen las murallas de Constantinopla y entran en la ciudad, que ocupan completamente al día siguiente.
- 1334: en el norte de la península itálica, la República de Florencia nombra a Giotto maestro de obras del Duomo (la Catedral de Santa María del Fiore) y arquitecto de las fortificaciones.
- 1557: en Ecuador se funda la aldea de Cuenca.
- 1606: en las islas británicas, el Reino de Inglaterra y el Reino de Escocia adoptan para sus barcos la bandera de la Unión.
- 1609: los Países Bajos se independizan del Reino de España.
- 1633: en Italia, la Inquisición acusa de manera infundada a Galileo Galilei de herejía, e incluye sus textos en el Índex librorum prohibitorum (‘índice de libros prohibidos’).
- 1671: en Roma, el papa Clemente X canoniza a Rosa de Lima, que se convierte en la primera santa nacida en el continente americano.
- 1676: termina la Guerra del Rey Felipe.
- 1752: en España, el rey Fernando VI firma el decreto por el que se crea la Real Academia de Bellas Artes de San Fernando, inaugurada al día siguiente.
- 1776: en el marco de la guerra de Independencia de los Estados Unidos, el Congreso Provincial de Carolina del Norte autoriza ―mediante las Resoluciones de Halifax― a su delegación del Segundo Congreso Continental a votar por independizarse del Imperio británico.
- 1779: se firma el Tratado de Aranjuez, por el cual España interviene en la guerra de Independencia de los Estados Unidos.
- 1782: frente a la isla Dominica (en el mar Caribe) ―en el marco de la guerra de Independencia de los Estados Unidos―, una flota de la Royal Navy liderada por el almirante George Rodney derrota a una flota francesa liderada por el conde de Grasse en la batalla de los Saintes.
- 1782: en el marco de la guerra de Independencia de los Estados Unidos, la Armada Francesa al mando del conde de Grasse (François Joseph Paul de Grasse) es derrotada en la Batalla de las Saintes por la flota británica comandada por sir George Brydges Rodney, poniendo fin a las ambiciones expansionistas francesas en el mar Caribe.
- 1796: 75 km al oeste de Génova (Italia) ―en el marco de la Guerra de la Primera Coalición― Napoleón Bonaparte obtiene su primera victoria como comandante del ejército en la Batalla de Montenotte, dividiendo los ejércitos austríaco y piamontés y marcando el comienzo de la rendición piamontesa en la guerra.
- 1807: en Malta termina el motín de Froberg cuando los amotinados restantes hacen estallar el polvorín del Fuerte Ricasoli.
- 1814: se presenta el Manifiesto de los Persas al rey Fernando VII de España.
- 1815: en Indonesia, la erupción del volcán Tambora (que comenzó el 5 de abril) mató a 92 000 personas en una semana.
- 1815: a orillas del río Po (norte de Italia) ―en el marco de la guerra austro-napolitana―, el rey de Nápoles Joaquín Murat es derrotado en la batalla de Casaglia y se ve obligado a levantar el asedio de la ciudad de Ferrara (10 km al sureste).
- 1820: en Grecia, Aléxandros Ipsilantis es declarado líder de Filikí Etería, una organización secreta con el objetivo de expulsar de ese país a los otomanos.
- 1831: en el arroyo Salsipuedes Grande (Uruguay), al día siguiente de la Traición del Salsipuedes, el militar colorado Bernabé Rivera (1795‑1832) con sus 1200 soldados sigue persiguiendo y matando a sus aliados charrúas artiguistas. «[Ese es] el gran interés que tomo en la conclusión [genocidio] de los infieles». Los niños y mujeres sobrevivientes serán vendidos como esclavos.
- 1831: en Mánchester (Reino Unido), los soldados que marchan de manera rítmica sobre el puente colgante de Broughton provocan su derrumbe.
- 1849: el astrónomo italiano Anníbale de Gasparis descubre Higía, uno de los principales cuerpos cinturón de asteroides que orbita entre los planetas Marte y Júpiter.
- 1860: en Caracas (Venezuela), Manuel Felipe de Tovar presta juramento como primer presidente electo.
- 1861: en el puerto de Charleston (estado de Carolina del Sur), el ejército confederado (los esclavistas del sur del país) disparan contra Fuerte Sumter. Se da inicio a la guerra civil estadounidense (1861‑1865).
- 1862: en el pueblo de Big Shanty (estado de Georgia) ―en el marco de la guerra civil estadounidense (1861‑1865)― se produce la incursión de Andrews (La gran persecución en locomotora).
- 1864: en el estado de Tennessee ―en el marco de la guerra civil estadounidense (1861‑1865)― los vencedores racistas confederados (los esclavistas del sur del país) toman prisioneros a los derrotados de la batalla de Fort Pillow y matan a todos los que son afroestadounidenses.
- 1865: en el estado de Alabama (Estados Unidos) ―en el marco de la guerra civil estadounidense (1861‑1865), las fuerzas antiesclavistas del norte toman la localidad de Mobile.
- 1869: en Cuba, Carlos Manuel de Céspedes asume como primer presidente de la República en Armas (contra el Reino de España).
- 1870: en España se realiza un consejo de guerra para juzgar al Duque de Montpensier, que había matado en duelo a su primo el infante don Enrique de Borbón.
- 1871: en Francia ―en el marco de la guerra franco-prusiana― París, que había caído parcialmente en manos de los prusianos, es reconquistada por la Comuna, que ordena la demolición de la columna de la Place Vendôme.
- 1877: el Reino Unido se anexiona Transvaal (tierra sudafricana invadida por los Países Bajos).
- 1886: en el estado de Antioquia (Colombia) se funda la aldea de Caucasia.
- 1900: en Tuguegarao (Filipinas) se registra la temperatura más alta en la Historia de ese país: 42,2 °C (107,9 °F).
- 1900: un día después de su ascenso al poder, el presidente William McKinley firma la Ley Foraker, dándole a Puerto Rico un autogobierno limitado.
- 1904: en Barcelona (Cataluña), Antonio Maura (presidente del Consejo de Ministros) sufre un atentado con arma blanca.
- 1910: Se bota el SMS Zrínyi, uno de los últimos acorazados pre-dreadnought construidos por la Armada Austrohúngara.
- 1917: cerca del pueblo francés de Vimý, a 60 km al suroeste de la frontera con Bélgica ―en el marco de la Primera Guerra Mundial (1914‑1917)― la Fuerza Expedicionaria Canadiense vence y expulsa a los invasores alemanes en la batalla de la cresta de Vimy.
- 1923: 4 km al suroeste de Sevilla (España) el rey Alfonso XIII inaugura el aeródromo de Tablada.
- 1925: en La Paz (Bolivia) se funda el Club Bolívar de fútbol.
- 1927: en Shanghái (China), el dictador anticomunista Chiang Kai-shek ordena ejecutar a miembros del Partido Comunista.
- 1927: en el estado de Texas, la ciudad de Rocksprings es azotada por un tornado F5 que destruye 235 de los 247 edificios de la ciudad, mata a 72 habitantes y hiere a 205; el tercer tornado más mortal en la historia de ese estado.
- 1928: el avión alemán Bremen (tipo Junkers W 33) despega para el primer vuelo transatlántico exitoso en avión de este a oeste.
- 1928: en la inauguración de la Feria de Muestras de Milán (en el norte de Italia), el rey tirano Víctor Manuel III sale ileso de un atentado que provoca veinte muertos y decenas de heridos; la masacre quedará sin culpables.
- 1931: en España se celebran las elecciones municipales en las cuales las candidaturas republicanas consiguen la mayoría en 41 capitales de provincia, lo que daría pie a la proclamación de la Segunda República.
- 1934: en la cima del monte Washington (en el estado de Nuevo Hampshire) se mide la ráfaga de viento de superficie más fuerte del mundo en ese momento, de 372 km/h. Desde entonces, esa velocidad ha sido superada.
- 1934: en el estado de Ohio (Estados Unidos) comienza la huelga de Auto-Lite, que culmina en un enfrentamiento de cinco días entre las tropas armadas de la Guardia Nacional y 6000 huelguistas y piqueteros desarmados.
- 1937: en las afueras de Rugby (Inglaterra), sir Frank Whittle realiza pruebas en tierra del primer motor a reacción diseñado para propulsar un avión.
- 1942: ocurre la peor tragedia minera en la historia mundial al morir 1500 mineros en una mina carbonífera en Honkeiko, en la Manchuria (China) durante la ocupación japonesa.
- 1944: En el marco de la Segunda Guerra Mundial, la ciudad alemana de Aquisgrán es bombardeada con 42 800 bombas incendiarias y 4.047 bombas explosivas, produciéndose el derrumbe del 61 % de las casas y 1525 muertos de los cuales 212 eran niños.[1]
- 1944: en el Reino de Italia (1861-1946), el rey Víctor Manuel III de Saboya anuncia en la radio que tan pronto como los aliados entren en Roma, abdicará en favor de su hijo Humberto II.
- 1945: en Washington (Estados Unidos) fallece en el cargo el presidente Franklin D. Roosevelt; el vicepresidente Harry S. Truman se convierte en el 23.º (trigésimotercer) presidente.
- 1945: en Alemania ―cerca del final de la Segunda Guerra Mundial (1939‑1945)―, el Noveno Ejército estadounidense al mando del general William H. Simpson cruza el río Elba en la ciudad de Magdeburgo y llega a Tangermünde, a solo 80 km de Berlín.
- 1945: en las postrimerías de la Segunda Guerra Mundial (1939‑1945), Chile declara la guerra a Japón.
- 1946: Siria se independiza de Francia.
- 1946: en España se crea el Patronato de Apuestas Mutuas Deportivas Benéficas, predecesor de actual organismo de Loterías y Apuestas del Estado.
- 1950: en Mónaco, el príncipe Rainiero III sube al trono.
- 1954: en Decca Records, Bill Haley & His Comets graban Rock Around the Clock, una de las canciones más importantes en la historia del rock and roll.
- 1955: en los Estados Unidos, la vacuna contra la poliomielitis, desarrollada por el doctor Jonas Salk, es declarada segura y efectiva.
- 1955: en Bolivia, por decreto del gobierno de Víctor Paz Estenssoro, se dicta el Día del Niño.
- 1961: desde el cosmódromo de Baikonur (Kazajistán) el cosmonauta soviético Yuri Gagarin se convierte en el primer ser humano en viajar al espacio exterior y realizar el primer vuelo orbital tripulado (durante 1:48 h) con la nave Vostok 1.
- 1962: en un pozo a 151 metros bajo tierra, en el área U9n del sitio de pruebas atómicas de Nevada (a unos 100 km al noroeste de la ciudad de Las Vegas), a las 10:00 (hora local) Estados Unidos detona su bomba atómica Hudson, de 1 kilotones. Es la bomba n.º 226 de las 1132 que Estados Unidos detonó entre 1945 y 1992.
- 1962: en España, las Cortes franquistas aprueban la nacionalización del Banco de España.
- 1963: en las costas de Dinamarca, el submarino nuclear soviético K‑33 choca con el barco mercante finlandés Finnclipper.
- 1966: en el océano Atlántico, una ola gigante golpea al transatlántico italiano Michelángelo durante una tormenta, causando tres muertos y numerosos heridos.
- 1968: en los ranchos cercanos a la base militar de Dugway (estado de Utah) mueren más de 6000 ovejas. Recién en 1998, Jim Woolf, periodista de The Salt Lake Tribune, hizo público el contenido del informe del Ejército en el que se reconocía que la matanza había sido un accidente provocado por el gas nervioso VX en el programa de armas químicas y biológicas estadounidenses que se utilizarían contra la población civil vietnamita en la guerra de Vietnam (1955‑1975).
- 1970: en el golfo de Vizcaya, el submarino soviético K-8, que transportaba cuatro torpedos nucleares, se hunde cuatro días después de un incendio a bordo.
- 1973: en la ciudad de Milán (Italia), durante una manifestación neofascista no autorizada (Jueves Negro en Milán), Vittorio Loi y Maurizio Murelli lanzan unas granadas de mano contra la policía estatal, provocando la muerte del agente de policía Antonio Marino.
- 1975: en el marco de la guerra de Vietnam (1955-1975), la embajada de Estados Unidos en Phnom Penh (Kampuchea Democrática es evacuada tras el cerco de la ciudad por parte de los Jemeres Rojos.
- 1980: en Liberia (centro-oeste de África), el militar Samuel Kanyon Doe (28) ―por órdenes y con financiación de Estados Unidos― perpetra un golpe de Estado y asesina al presidente constitucional William Tolbert (66), acabando con 130 años de democracia e instaurando una sangrienta dictadura proestadounidense.
- 1980: en Florianópolis (Brasil), el vuelo 303 de Transbrasil, un Boeing 727, se estrella al aproximarse al Aeropuerto Internacional Hercilio Luz. Mueren 55 de las 58 personas a bordo.
- 1980: en la ciudad de San Juan de Terranova (Canadá), el corredor y atleta canadiense Terry Fox comienza su carrera Marathon of Hope (‘maratón de esperanza’).
- 1981: en Cabo Cañaveral (estado de Florida) tiene lugar el primer lanzamiento de un transbordador espacial, el Columbia, tripulado por dos astronautas hombres.
- 1982: en el marco de la guerra de las Malvinas, Reino Unido comienza la reocupación de las islas Malvinas (que mantenía invadidas desde 1832, y que Argentina recuperó a la fuerza diez días antes).
- 1982: en Jerusalén, un tal Alan Harry Goodman, soldado israelí nacido en Baltimore (Estados Unidos), dispara su fusil contra los fieles musulmanes reunidos frente a la Mezquita de al-Aqsa, causando 2 muertos y 30 heridos. El episodio inspirará al movimiento terrorista Mártires de al-Aqsa.[2]
- 1983: en Los Ángeles (California), la película española Volver a empezar de José Luis Garci, consigue por primera vez para España el premio Óscar a la mejor película en lengua no inglesa.
- 1983: en Chicago (estado de Illinois), Harold Washington es elegido como el primer alcalde afrodescendiente de esa ciudad.
- 1985: en el restaurante El Descanso, de la ciudad de Madrid (España), un atentado atribuido al yihadismo musulmán deja como saldo 18 muertos y 82 heridos.
- 1985: desde Cabo Cañaveral (estado de Florida) se lanza el transbordador espacial Discovery para desplegar dos satélites de comunicaciones.
- 1990: en la ciudad de Washington DC se inaugura la exposición Dinosaurios del siglo  de Jim Gary (1939-2006) en el Museo Nacional de Historia Natural de los Estados Unidos. Es el único escultor invitado a presentar una exposición individual allí.
- 1990: en las islas Lofoten (costa norte de Noruega), el Vuelo 839 de Widerøe se estrella después de despegar del aeropuerto de Værøy, matando a cinco personas.
- 1992: cerca de París (Francia) se inaugura Eurodisney; posteriormente, el nombre del complejo y del parque se cambia a Disneyland Resort ParÍs.
- 1992: en París (Francia), la radio La Cinq cesa sus emisiones.
- 1992: En Madrid (España) se reinaugura, cien años después de su fundación, la Estación de Atocha, el mayor complejo ferroviario de España y uno de los más importantes de Europa.
- 1994: en El Cairo (Egipto), el Gobierno de Israel y la OLP (Organización para la Liberación de Palestina) concluyen el acuerdo sobre la policía palestina que se desplegará en Gaza y Jericó, y que contará con 9000 hombres.
- 1994: en el estado de Arizona (Estados Unidos), el matrimonio de abogados Laurence Canter (40) y Martha Siegel (46) un software casero de márketing para promover los servicios de su bufete. Es considerado el primer spam o correo basura masivo en internet.
- 1995: en Roma (Italia), el diario La Voce, fundado y dirigido por Indro Montanelli, suspende su publicación debido a la falta de interés del público y a las deudas acumuladas.
- 1999: cerca de la ciudad serbia de Leskovac (Yugoslavia) en el marco de la Operación Fuerza Aliada de destrucción de Yugoslavia, aviones de la OTAN bombardean un tren de pasajeros mientras este cruzaba un puente ferroviario sobre el río Južna Morava en el desfiladero de Grdelica, matando a unos 60 hombres, mujeres y niños civiles.
- 1999: en la ciudad serbia de Niš (Yugoslavia), varios aviones de la OTAN atacan con bombas de racimo a la población civil. El objetivo del ataque era el aeropuerto de Niš; sin embargo, las bombas cayeron sobre la parte oriental de la ciudad provocando heridas a solo 12 civiles (según la OTAN). Un año después un civil morirá al pisar de estas bombas sin detonar.
- 1999: en Colombia, un avión de la aerolínea Avianca es secuestrado mientras cubría la ruta Bucaramanga-Bogotá.
- 1999: el presidente de los Estados Unidos Bill Clinton es citado por la Corte Suprema por falso testimonio en el escándalo con la becaria Monica Lewinsky.
- 1999: en Estados Unidos, los Backstreet Boys lanzan I want it that way, que se convierte en su sencillo más vendido y popular y uno de los mayores éxitos de todos los tiempos de una boy band (‘banda de chicos’).[3]
- 2001: se celebra por primera vez La noche de Yuri (Yuri's Night), una celebración internacional que se conmemora cada año en recuerdo de la primera vez que un ser humano, Yuri Gagarin.
- 2002: en Caracas (Venezuela) ―en medio del golpe de Estado contra el presidente democraticamente elegido Hugo Chávez―, el empresario proestadounidense Pedro Carmona asume la presidencia y disuelve todos los poderes públicos.
- 2002: en Jerusalén, una atacante suicida estalla en la entrada del Mercado Mahane Yehuda, asesinando a 7 israelíes e hiriendo a 104.
- 2005: en los Estados Unidos, la empresa AMD presenta el microprocesador Opteron, de doble núcleo.
- 2005: en los Estados Unidos, la empresa Intel presenta el microprocesador Pentium D, de 64 bits.
- 2007: en Bagdad (Irak), la banda terrorista Estado Islámico perpetra un doble atentado. Más de 30 personas mueren y 200 heridas tras inmolarse dos terroristas: uno en una comisaría de policía y el otro en una cafetería dentro del edificio del Parlamento. Muere el diputado Mohammed Awad.
- 2009: Zimbabue abandona oficialmente el dólar zimbabuense como moneda oficial.
- 2010: en el Tirol del Sur sucede el descarrilamiento de Merano, un accidente ferroviario que mata a 9 personas y hiere a 28.
- 2013: en un mercado de la ciudad de Kidal (Malí), dos ataques suicidas matan a tres soldados chadianos y hieren a docenas de civiles.
- 2014: en la costa central de Chile, el gran incendio de Valparaíso arrasa la ciudad de Valparaíso, destruyendo más de 2000 viviendas y matando a 16 personas.
- 2019: en Muzema (barrio pobre del oeste de la ciudad brasileña de Río de Janeiro), dos edificios se desploman, dejando al menos 20 muertos y 4 desaparecidos.
- 2022: en un vagón en el metro de Nueva York, se registra un tiroteo que deja al menos 16 heridos.

## Nacimientos
- 599 a. C.: Majavira, religioso indio (f. 527 a. C.), creador del yainismo.
- 811: Muhammad al-Jawad, político y religioso árabe, 9.º imán del islamismo chiita (f. 835).
- 959: En'yū, emperador japonés (f. 991).
- 1116: Richeza de Polonia, aristócrata («reina de Suecia» y «gran princesa de Minsk») polaca (f. 1156).
- 1432: Ana de Austria, aristócrata («duquesa y landgravina de Turingia») austríaca (f.  1462).
- 1481: Hieronymus Schurff, jurista suizo (f. 1554).
- 1484: Antonio da Sangallo el Joven, arquitecto italiano (f. 1546), diseñó la Basílica de San Pedro y el Palacio Apostólico.
- 1484: Rana Sanga (Maharana Sangram Singh), príncipe del reino de Mewar (f. 1527).
- 1500: Joachim Camerarius, erudito y traductor alemán (f. 1574).[4]
- 1500: Sperone Speroni, escritor y filósofo italiano (f. 1588).
- 1504: Alessandro Campeggi, cardenal y obispo católico italiano (f. 1554).
- 1526: Muretus (Marc-Antoine Muret), filólogo clásico, filósofo, humanista y ensayista francés (f. 1585).
- 1529: Annibale Rucellai, obispo católico italiano (f. 1601).
- 1537: Nabeshima Naoshige, militar japonés (f. 1619).
- 1539: Inca Garcilaso de la Vega, poeta peruano (f. 1616).
- 1550: Edward de Vere, aristócrata («17.º conde de Oxford»), poeta, cortesano y político inglés, lord gran chambelán (f. 1604).
- 1570: Giovanni Tiépolo, patriarca católico italiano (f. 1631).

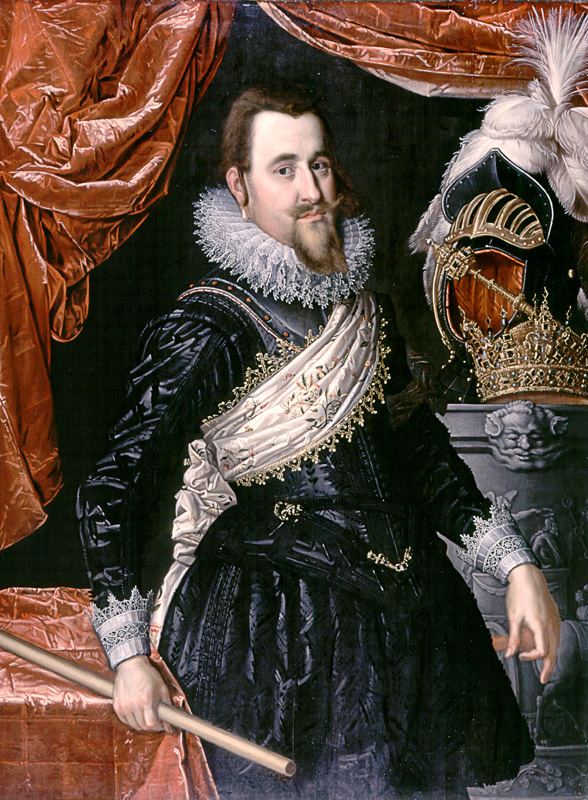
Cristián IV.

- 1577: Cristián IV, rey dinamarqués (f. 1648).
- 1579: François de Bassompierre, militar y diplomático francés (f. 1646).
- 1612: Simone Cantarini, pintor y grabador italiano (f. 1648).
- 1622: Payo Enríquez de Rivera, arzobispo católico español (f. 1684).
- 1624: Carlos Amadeo de Saboya-Nemours, aristócrata francés (f. 1652).
- 1639: Martin Lister, naturalista y médico inglés (f. 1712).
- 1646: Pier Dandini, pintor italiano (f. 1712).
- 1656: Benoît de Maillet, diplomático e historiador natural francés (f. 1738).
- 1666: Pierre Legros el Joven, escultor francés (f. 1719).
- 1670: Gustavo del Palatinado, aristócrata («duque del Palatinado-Zweibrücken») alemán (f. 1731).
- 1679: Abraham Bedros I Ardzivian, patriarca católico armenio (f. 1749).
- 1693: Jean-Baptiste de Brancas, arzobispo católico francés (f. 1770).
- 1693: Siard Nosecký, pintor y figura religiosa bohemia (f. 1753).
- 1694: Francesco Vandelli, astrónomo y matemático italiano (f. 1771).
- 1697: Antonio Pichler, grabador italiano (f. 1779).
- 1705: William Cookworthy, ministro y farmacéutico británico-inglés (f. 1780).
- 1707: José Benegasi y Luján, escritor español (f. 1770).
- 1709: Filippo Lante Montefeltro della Rovere, aristócrata («4.º duque de Bomarzo») italiano (f. 1771).
- 1710: Caffarelli (Gaetano Majorano), actor y cantante castrato italiano (f. 1783).
- 1713: Abate Raynal (Guillaume-Thomas Raynal), historiador y escritor francés (f. 1796).
- 1716: Felice Giardini, violinista y compositor italiano (f. 1796).
- 1722: Pietro Nardini, violinista y compositor italiano (f. 1793).
- 1724: Lyman Hall, médico, clérigo y político estadounidense, 16.º gobernador de Georgia (f. 1790).
- 1727: Gaspare Gabellone, compositor italiano (f. 1796).
- 1744: François-Joseph Bélanger, arquitecto francés (f. 1818).
- 1748: Antoine-Laurent de Jussieu, botánico y escritor francés (f. 1836).
- 1753: Joseph Philippe François Deleuze, naturalista y botánico francés (f. 1835).
- 1754: Peter Haas, grabador danés (f. 1804).
- 1762: Giovanni Battista Caracciolo de Vietri, general y aristócrata italiano (f. 1825).
- 1763: Giulio Renato Litta, almirante y aristócrata italiano (f. 1839).
- 1769: Giovanni Agostino Perotti, compositor y director de coro italiano (f. 1855).
- 1773: Francesco Maria Coppola, obispo católico italiano (f. 1851).
- 1775: Vito Nunziante, general, político y empresario italiano (f. 1836).
- 1777: Henry Clay, abogado y político estadounidense, 9.º secretario de Estado de los Estados Unidos (f. 1852).
- 1789: Bartolomeo Bozanich, obispo católico dálmata (f. 1854).
- 1789: Antonio Maria Gianelli, obispo católico italiano (f. 1846).
- 1792: John Lambton, aristócrata («1.º conde de Durham»), militar y político británico-inglés, lord del Sello Privado (f. 1840).
- 1794: Germinal Pierre Dandelin, matemático e ingeniero belga (f. 1847).
- 1795: Filippo Agrícola, pintor italiano (f. 1857).
- 1796: George N. Briggs, abogado y político estadounidense, 19.º gobernador de Massachusetts (f. 1861).
- 1799: Niccola Clarelli Paracciani, cardenal y obispo católico italiano (f. 1872).
- 1799: Henri Druey, abogado, filósofo y político suizo, 2.º presidente de la Confederación Suiza]] (f. 1855).
- 1801: Joseph Lanner, director de orquesta y compositor austríaco (f. 1843).
- 1802: Édouard Desplechin, escenógrafo francés (f. 1871).
- 1802: François Libermann, presbítero francés (f. 1852).
- 1803: Charles Duveyrier, dramaturgo, libretista y filósofo francés (f. 1866).
- 1804: George Wallace Jones, político y diplomático estadounidense (f. 1896).
- 1805: Emmanuel-Jean-François Verrolles, misionero católico francés y obispo (f. 1878).
- 1806: Adolphe Laferrière, actor de teatro francés (f. 1877).
- 1807: Alphonse Brot, dramaturgo francés (f. 1895).
- 1807: Parley P. Pratt, religioso estadounidense, uno de los pioneros de la religión mormona (f. 1857).
- 1807: Charles Rigault de Genouilly, almirante francés (f. 1873).
- 1808: Pauline Marie de La Ferronays, escritora y filántropa francesa (f. 1891).
- 1810: Heinrich Franz Gaudenz von Rustige, pintor alemán (f. 1900).
- 1812: Ermenegildo Castiglioni, empresario, patriota y filántropo italiano (f. 1896).
- 1812: Girolamo d'Andrea, cardenal italiano (f. 1868).
- 1812: Filippo Evola, sacerdote, médico y hombre de letras italiano (f. 1887).
- 1812: Johann Jakob Sutter, político suizo (f. 1865).
- 1813: Marie d'Orléans, aristócrata («princesa») francesa (f. 1839).
- 1813: Giulio Fabrizio Tomasi, aristócrata y astrónomo italiano (f. 1885).
- 1816: Charles Gavan Duffy, poeta y político irlandés-australiano, 8.º primer ministro de Victoria (f. 1903).
- 1817: Antonio López y López, empresario español (f. 1883).
- 1817: Guillaume-René Meignan, cardenal y arzobispo católico francés (f. 1896).
- 1817: Luigi Seismit Doda, político y general italiano (f. 1890).
- 1820: Emmerich von Thurn und Taxis, aristócrata, general y político bohemio (f. 1900).
- 1821: Frederick Beauchamp Seymour, almirante británico (f. 1895).
- 1822: Salvatore Luigi Zola, obispo católico italiano (f. 1898).
- 1823: Aleksandr Ostrovski, dramaturgo y traductor ruso (f. 1886).
- 1825: Ludwig Thiersch, pintor alemán (f. 1909).
- 1826: James William Benson, relojero británico (f. 1878).
- 1827: Francisco de Paula Victor, sacerdote brasileño (f. 1905).
- 1828: Jules Jacques Veyrassat, pintor y grabador francés (f. 1893).
- 1831: Grenville M. Dodge, general estadounidense (f. 1916).
- 1831: Constantin Meunier, pintor y escultor belga (f. 1905).
- 1832: Pietro Punzo, químico, físico y profesor italiano (f. 1900).
- 1833: Ninco Nanco, bandolero italiano (f. 1864).
- 1834: Enrico Bianchetti, arqueólogo, historiador y fotógrafo italiano (f. 1894).
- 1836: Henri Delassus, sacerdote, escritor y teólogo francés (f. 1921).
- 1837: Ernesto Balbo Bertone di Sambuy, aristócrata y político italiano (f. 1909).
- 1838: José Ruiz y Blasco, pintor y maestro español (f. 1913).
- 1839: Joseph Charlemont, boxeador y entrenador de boxeo francés (f. 1929).
- 1839: Victorin de Joncières, compositor y crítico musical francés (f. 1903).

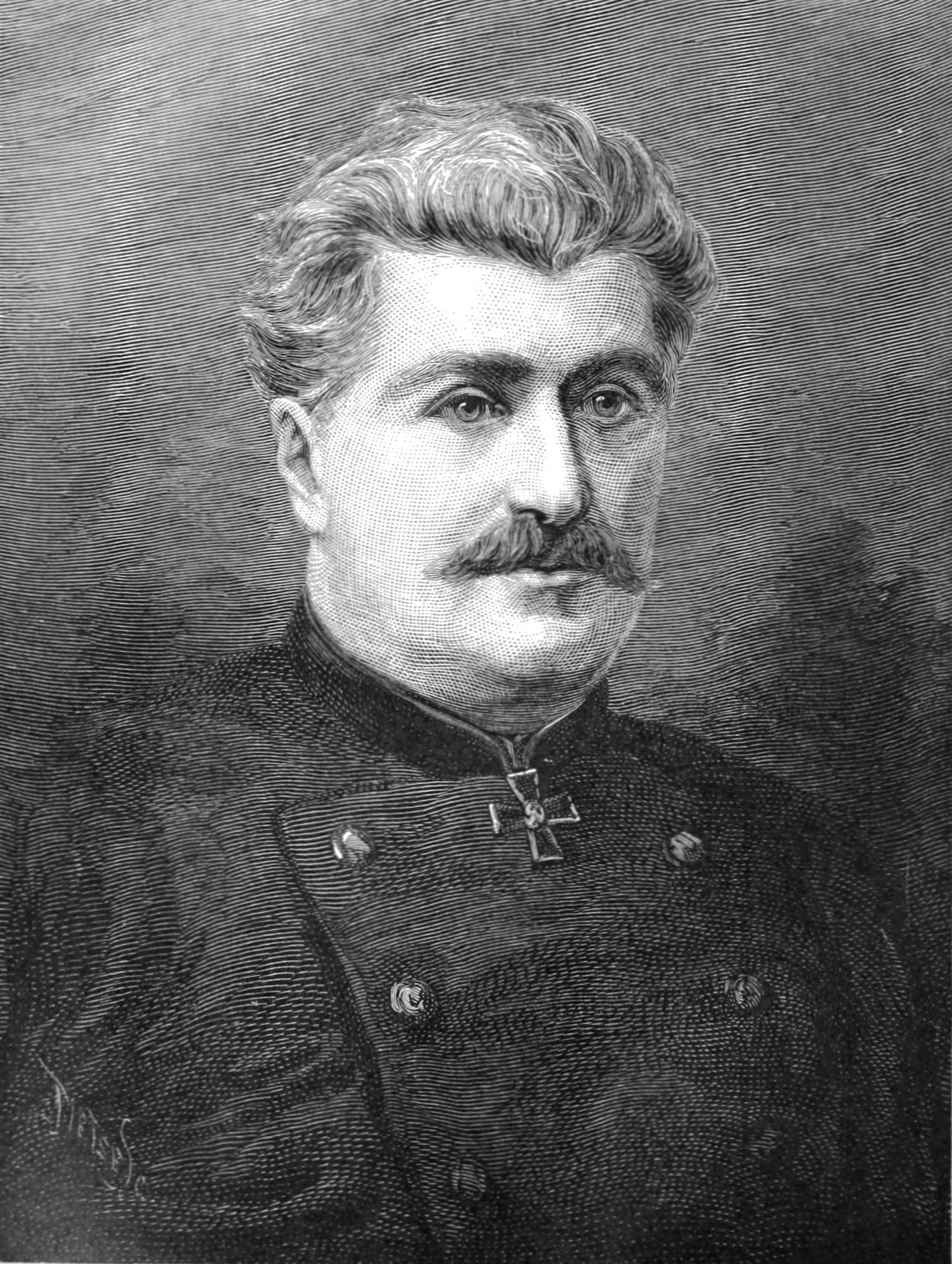
Nikolái Przhewalski.

- 1839: Nikolái Przewalski, geógrafo y explorador ruso (f. 1888).
- 1840: Carlos Machado de Bittencourt, funcionario y político brasileño (f. 1897).
- 1840: Ernesto Di Broglio, político italiano (f. 1918).
- 1840: Franz Xaver Haberl, escritor, musicólogo y organista alemán (f. 1910).
- 1842: Paul Splingaerd, belga (f. 1906).
- 1844: Balthasar Kaltner, arzobispo católico austríaco (f. 1918).
- 1844: Franz Kullak, pianista y compositor alemán (f. 1913).
- 1845: Gustaf Cederström, pintor sueco (f. 1933).
- 1847: Egor Zolotarev, matemático ruso (f. 1878).
- 1848: José Gautier Benítez, militar y poeta puertorriqueño (f. 1880).
- 1849: Albert Heim, geólogo suizo (f. 1937).
- 1850: Nikolái Golitsyn, político ruso (f. 1925).
- 1851: Edward Walter Maunder, astrónomo y escritor británico-inglés (f. 1928).
- 1852: Ferdinand von Lindemann, matemático y académico alemán (f. 1939).
- 1852: Edward Moss, empresario británico (f. 1912).
- 1853: Antonio Citterio, arquitecto italiano (f. 1936).
- 1853: James Mackenzie, fisiólogo y cardiólogo escocés (f. 1925).
- 1854: Cesare Sanguinetti, abogado y político italiano (f. 1906).
- 1856: Martin Conway, aristócrata («1.º barón de Conway de Allington»), montañista, explorador, cartógrafo, crítico de arte y político británico-inglés (f. 1937).
- 1856: Ernst Maass, filólogo clásico alemán (f. 1929).
- 1858: Giovanni Cavalleri, pintor italiano (f. 1934).
- 1858: Francesco Galdo, político y abogado italiano (f. 1923).
- 1858: Ernst Wullekopf, arquitecto alemán (f. 1927).
- 1859: Rafael Uribe Uribe, abogado, periodista, diplomático y militar colombiano (f. 1914).
- 1861: Julio Marienhoff, ingeniero ruso-argentino (f. 1932).
- 1861: Gyula Tornai, pintor húngaro (f. 1928).
- 1862: Giacomo Vigliani, prefecto y político italiano (f. 1942).
- 1863: André Maurel, periodista y escritor francés (f. 1943).
- 1863: Raul Pompeia, escritor brasileño (f. 1895).
- 1864: Rosslyn Erskine-Wemyss, aristócrata («1.º barón de Wester Wemyss») y militar británico (f. 1933).
- 1865: Alfred Dick, director deportivo y empresario suizo (f. 1909).
- 1865: Gennaro Pardo, pintor italiano (f. 1927).
- 1866: Francesco Federico Falco, médico italiano (f. 1944).
- 1866: Vrtanes Papazian, escritor, novelista y periodista armenio (f. 1920).
- 1866: Victoria de Prusia, aristócrata alemana (f. 1929).
- 1866: Aleksandr Ilich Uliánov, revolucionario ruso (f. 1887).
- 1866: Zainal Abidin III de Terengganu, gobernante malayo (f. 1918).
- 1867: Umberto Montanari, militar y político italiano (f. 1932).
- 1867: Daddy Stovepipe, músico, guitarrista y cantante estadounidense (f. 1963).
- 1868: Akiyama Saneyuki, almirante japonés (f. 1918).

- 1869: Henri Landru, criminal y asesino en serie francés (f. 1922).
- 1869: Paolo Marzari, empresario italiano (f. 1955).
- 1870: Josef Pekař, historiador checo (f. 1937).
- 1871: August Endell, arquitecto alemán (f. 1925).
- 1871: Pierre Leroux, político francés (n. 1797).

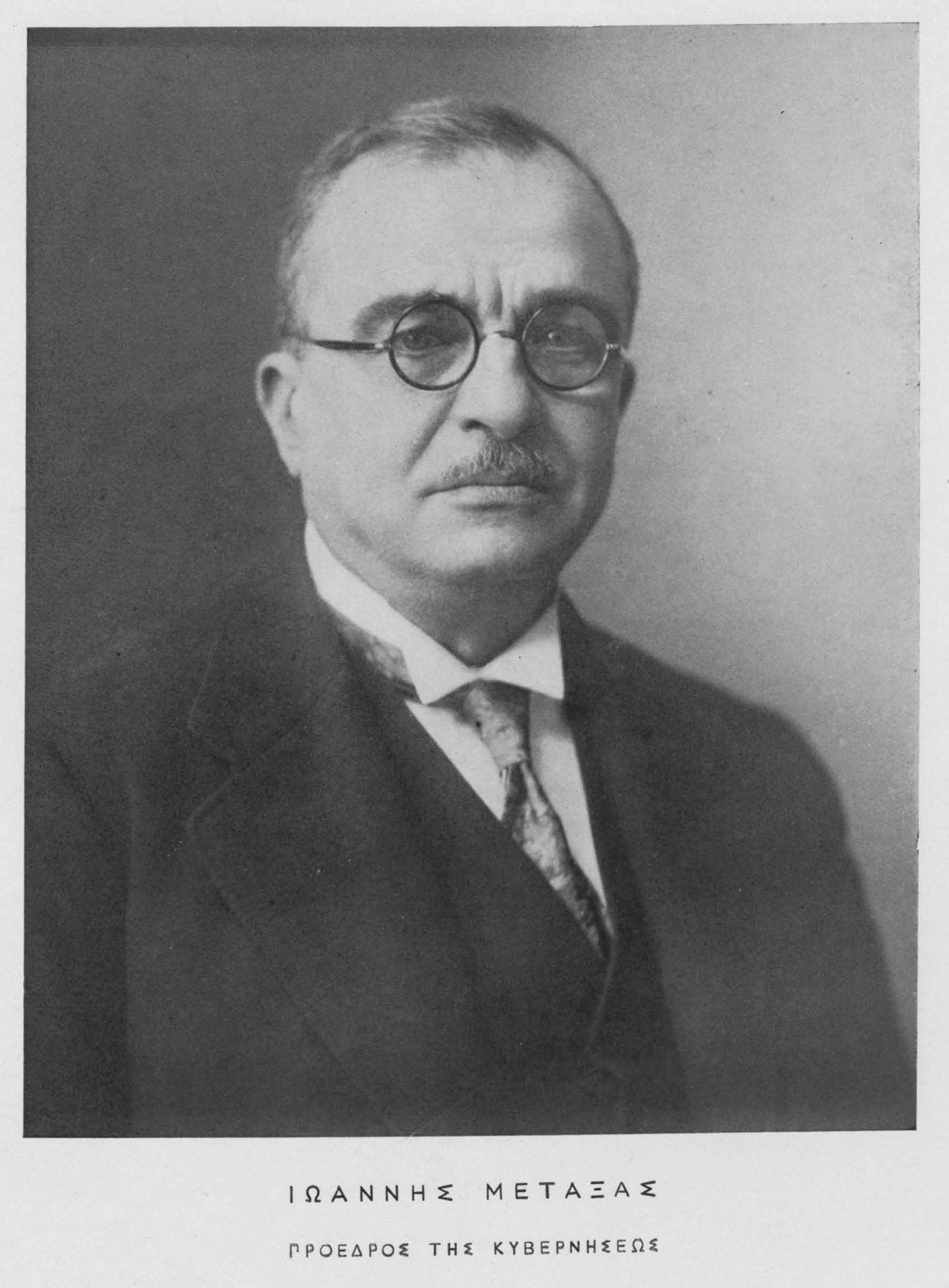
Ioannis Metaxas.

- 1871: Ioannis Metaxás, general, político y dictador griego, 130.º primer ministro de Grecia (f. 1941).
- 1871: Edward Wyke-Smith, ingeniero y escritor británico (f. 1935).
- 1872: Francesca Bonnemaison Farriols, bibliotecaria española (f. 1949).
- 1872: Pasquale Calapso, matemático italiano (f. 1934).
- 1872: Nikola Mušanov, político búlgaro (f. 1951).
- 1872: Georges Urbain, químico francés (f. 1938).
- 1872: Gian Luca Zanetti, abogado, periodista y editor italiano (f. 1926).
- 1874: William B. Bankhead, abogado y político estadounidense, 47.º presidente de la Cámara de Representantes de los Estados Unidos (f. 1940).
- 1874: Ignacy Maria Dubowski, arzobispo católico polaco (f. 1953).
- 1874: William Foulke, futbolista británico (f. 1916).
- 1874: Arthur Anselm Pearson, micólogo británico (f. 1954).
- 1875: Claudio Faina, empresario y político italiano (f. 1954).
- 1875: Edward Hutton, escritor británico (f. 1969).
- 1875: Giorgio Polacco, director de orquesta italiano (f. 1960).
- 1875: Hugo Sinzheimer, jurista alemán (f. 1945).
- 1875: Theodore Wharton, director y productor de cine estadounidense (f. 1931).
- 1875: Gabriel Van Dievoet, pintor y decorador belga (f. 1934).
- 1876: Carl Heinrich Becker, orientalista, islamista y político alemán (f. 1933).
- 1876: Émile Bréhier, filósofo e historiador de la filosofía francés (f. 1952).
- 1876: Lorenzo Coullaut Valera, escultor y ilustrador español (f. 1932).
- 1876: Louis Marie Joseph de Goÿs de Mézeyrac, general y aviador francés (f. 1967).
- 1877: Alfredo Guzzoni, general italiano (f. 1965).
- 1878: Richard Goldschmidt, genetista alemán (f. 1958).
- 1879: Arthur Johnson, futbolista y entrenador irlandés (f. 1929).
- 1879: Konstanty Michalski, sacerdote, filósofo y teólogo polaco (f. 1947).
- 1880: Harry Baur, actor francés (f. 1943).
- 1880: Eben Byers, golfista y empresario estadounidense (f. 1932).
- 1880: Paul Granier de Cassagnac, político, periodista y militar francés (f. 1966).
- 1880: Addie Joss, jugadora de béisbol y periodista estadounidense (f. 1911).
- 1880: Daniel Marsh, político estadounidense (f. 1968).
- 1881: Doran Cox, director estadounidense (f. 1957).
- 1881: Jean-René Gauguin, escultor danés (f. 1961), hijo del pintor Paul Gauguin.
- 1881: Henri Mouton, futbolista francés (f. 1962).
- 1881: Rudolf Ramek, político austríaco (f. 1941).
- 1882: Maurice Cammage, director francés (f. 1946).
- 1882: Antonín Šetela, futbolista bohemio.
- 1882: John W. Smith, político estadounidense (f. 1942).
- 1883: Otto Bartning, arquitecto alemán (f. 1959).
- 1883: Francis Cadell, pintor escocés (f. 1937).
- 1883: Imogen Cunningham, fotógrafa y educadora estadounidense (f. 1976).
- 1883: Clarence Irving Lewis, filósofo y lógico estadounidense (f. 1964).
- 1883: Siro Medici, matemático italiano (f. 1917).
- 1883: Dally Messenger, jugador de rugby, jugador de críquet y marinero australiano (f. 1959).
- 1884: Russardo Capocchi, sindicalista, político y antifascista italiano.
- 1884: Tenby Davies, corredor británico-galés (f. 1932).

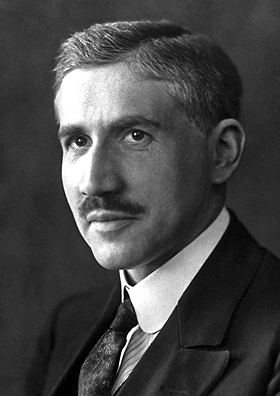
Otto Fritz Meyerhof.

- 1884: Otto Meyerhof, médico, fisiólogo y bioquímico alemán, premio nobel de fisiología o medicina en 1922 (f. 1951).
- 1884: William Russell, actor, director y guionista estadounidense (f. 1929).
- 1885: Jacques Baumer, actor francés (f. 1951).
- 1885: Paco Bru (Francisco Bru Sanz), futbolista, entrenador y árbitro de fútbol español (f. 1962).
- 1885: Robert Delaunay, pintor francés (f. 1941).
- 1885: Hermann Hoth, general y criminal de guerra alemán (f. 1971).
- 1885: Jullan Kindahl, actriz y cantante sueca (f. 1979).
- 1886: Ferruccio Anitori, militar y político italiano.
- 1886: Paul Buchner, zoólogo alemán (f. 1978).
- 1886: Joe Dines, futbolista británico-inglés (f. 1918).
- 1886: Marie Nordstrom, actriz estadounidense (f. 1979).
- 1887: Harold Lockwood, actor y director estadounidense (f. 1918).
- 1888: Dan Ahearn, saltador de longitud y oficial de policía irlandés-estadounidense (f. 1942).
- 1888: Carlos Julio Arosemena Tola, político ecuatoriano (f. 1952).
- 1888: Cecil Kimber, ingeniero automovilístico británico-inglés (f. 1945).
- 1888: Kaarlo Koskelo, luchador finlandés (f. 1953).
- 1888: Augusto Masetti, anarquista italiano (f. 1966).
- 1888: Genrich Gustavovič Nejgauz, pianista y profesor ruso (f. 1964).
- 1888: Francesco Ponticelli, político italiano (f. 1968).
- 1888: Olindo Vernocchi, político, periodista y antifascista italiano (f. 1948).
- 1889: Harold Barker, remero británico (f. 1937).
- 1889: Giuseppe Di Vagno, político italiano (f. 1921).
- 1889: Pierre-Étienne Flandin, político francés (f. 1958).
- 1889: Arthur Power, almirante británico (f. 1960).
- 1890: Giuseppe Biondelli, diplomático, ensayista y funcionario italiano (f. 1972).
- 1890: Adrien Hébert, pintor francés (f. 1967).
- 1891: Marguerite Clayton, actriz estadounidense (f. 1968).
- 1891: Jack Foley, productor, director y humorista cinematográfico estadounidense (f. 1967).
- 1891: Domenico Guerello, pintor italiano (f. 1931).
- 1891: Norman Pett, dibujante británico (f. 1960).
- 1892: Henry Darger, escritor, artista e ilustrador estadounidense (f. 1973).
- 1892: Johnny Dodds, clarinetista estadounidense (f. 1940).
- 1892: Irene Minghini Cattaneo, mezzosoprano italiana (f. 1944).
- 1892: Ettore Sottsass (1892-1953) | Ettore Sottsass]], arquitecto italiano (f. 1953).
- 1893: Hans Bühler, caballero suizo (f. 1967).
- 1893: Robert Harron, actor estadounidense (f. 1920).
- 1893: Henry Oberholzer, gimnasta británico (f. 1953).
- 1893: Angelus Walz, religioso suizo (f. 1978).
- 1894: Luigi Aversano, pintor y militar italiano (f. 1978).
- 1894: Francisco Craveiro Lopes, militar (mariscal de campo) y político portugués, 13.º presidente de Portugal entre 1951 y 1958 (f. 1964)
- 1894: Dorothy Cumming, actriz australiana-estadounidense (f. 1983).
- 1894: Lionello Fiumi, poeta italiano (f. 1973).
- 1894: Billy Miske, boxeador estadounidense (f. 1924).
- 1895: Vittorio Clemente, poeta italiano (f. 1975).
- 1895: Dorothy Cumming, actriz australiana (f. 1983).
- 1895: John Erskine, Lord Erskine, político escocés (f. 1953).
- 1895: Hans Lohneis, futbolista alemán (f. 1970).
- 1895: Giovanni Panico, cardenal y arzobispo católico italiano (f. 1962).
- 1895: Guglielmo Reiss Romoli, empresario italiano (f. 1961).
- 1895: Walther Stennes, general alemán (f. 1983).
- 1895: Philippe Stern, historiador del arte francés (f. 1979).
- 1896: Vítor Gonçalves, futbolista y entrenador portugués (f. 1965).
- 1896: Piero Massoni, aviador y militar italiano (f. 1957).
- 1896: Adhemar Pimenta, entrenador de fútbol brasileño (f. 1970).
- 1897: Erpo von Bodenhausen, general alemán (f. 1945).
- 1897: Maxine Brown, actriz estadounidense (f. 1956).
- 1897: Arduino Cerutti, político y abogado italiano (f. 1985).
- 1898: Angelo Del Bon, pintor italiano (f. 1952).
- 1898: Eleanor Glueck, criminóloga estadounidense (f. 1972).
- 1898: Clare Leighton, artista estadounidense (f. 1989).
- 1898: John L. McMillan, político estadounidense (f. 1979).
- 1898: Lily Pons, soprano y actriz francesa (f. 1976).
- 1898: Ferruccio Valobra, partisano y antifascista italiano (f. 1944).
- 1899: Giulio Manenti, productor cinematográfico italiano (f. 1955).
- 1900: Giacomo Cornolti, futbolista y constructor de órganos italiano (f. 1989).
- 1900: Franco D'Achiardi, compositor italiano (f. 1980).
- 1900: Joe Lapchick, jugador y entrenador de baloncesto estadounidense (f. 1970).
- 1900: William Youden, estadístico australiano (f. 1971).
- 1901: Leopoldo Conti, futbolista italiano (f. 1970).
- 1901: Stefano Pugliese, almirante italiano (f. 1978).
- 1901: Lowell Stockman, agricultor y político estadounidense (f. 1962).
- 1902: Louis Beel, académico y político neerlandés, 36.º primer ministro de los Países Bajos (f. 1977).
- 1902: Hermenegildo Cuenca Díaz, militar y político mexicano (f. 1977).
- 1903: Luis José Moglia Barth, guionista y cineasta argentino (f. 1984).
- 1903: Otto Stenzel, director de orquesta, músico y compositor alemán (f. 1989).
- 1903: Jan Tinbergen, economista y académico neerlandés, premio Nobel de Ciencias Económicas (f. 1994).
- 1904: Michele Cristinzio, botánico italiano (f. 1989).
- 1904: Paul Dahlke, actor alemán (f. 1984).
- 1904: Werner Kreipe, general alemán (f. 1967).
- 1904: Luigi Lupo, futbolista italiano.
- 1904: Puccio Pucci, corredor de media distancia y director deportivo italiano (f. 1985).
- 1904: Vladimir Čestnokov, actor soviético (f. 1968).
- 1905: Antonio Cassi Ramelli, arquitecto italiano (f. 1980).
- 1905: Ethel Granger, modelo no profesional británica, ganó el récord de cintura más delgada (33 cm) y llenó su rostro de pírcings (f. 1982).[5]
- 1905: Inger Hagerup, escritora noruega (f. 1985).
- 1905: Frances Teague, actriz estadounidense (f. 1969).
- 1906: Charley Lion, esgrimista francés (f. 1997).
- 1907: Giorgio Carmelich, pintor italiano (f. 1929).
- 1907: Eugène Chaboud, piloto francés de automovilismo (f. 1983).
- 1907: Pete Desjardins, buceador estadounidense (f. 1985).
- 1907: Imogen Holst, compositora, arreglista y directora coral británica (f. 1984).
- 1907: Ottavia Penna Buscemi, política italiana (f. 1986).
- 1907: Felix de Weldon, escultor austríaco (f. 2003), diseñó el Monumento a la Guerra del Cuerpo de Marines de los EE. UU.
- 1907: Zawgyi, poeta, escritor, historiador literario, crítico, erudito y académico birmano (f. 1990).
- 1908: Giovanni Acerbini, futbolista italiano (f. 2010).
- 1908: Antonino Basile, historiador, etnógrafo y escritor italiano (f. 1973).
- 1908: Virginia Cherrill, actriz estadounidense (f. 1996).
- 1908: Giorgio Ferroni, director italiano (f. 1981).
- 1908: Carlos Lleras Restrepo, político colombiano (f. 1994), presidente de Colombia entre 1966 y 1970 (f. 1994).
- 1908: André Martinet, lingüista francés (f. 1999).
- 1908: Milorad Mitrović, futbolista yugoslavo (f. 1993).
- 1908: Ida Pollock, escritora y pintora británico-inglesa (f. 2013).
- 1908: Robert Lee Scott, Jr., piloto y general estadounidense (f. 2006).
- 1908: Ornello Tacchinardi, futbolista italiano.
- 1908: Rezső Wanié, nadador húngaro (f. 1986).
- 1909: Menotti Bugna, futbolista y entrenador italiano (f. 1978).
- 1909: Mario Ferrero, futbolista italiano.
- 1909: Franz Kapus, bobsledder suizo (f. 1981).
- 1909: Ottorino Lazzarini, militar italiano (f. 1936).

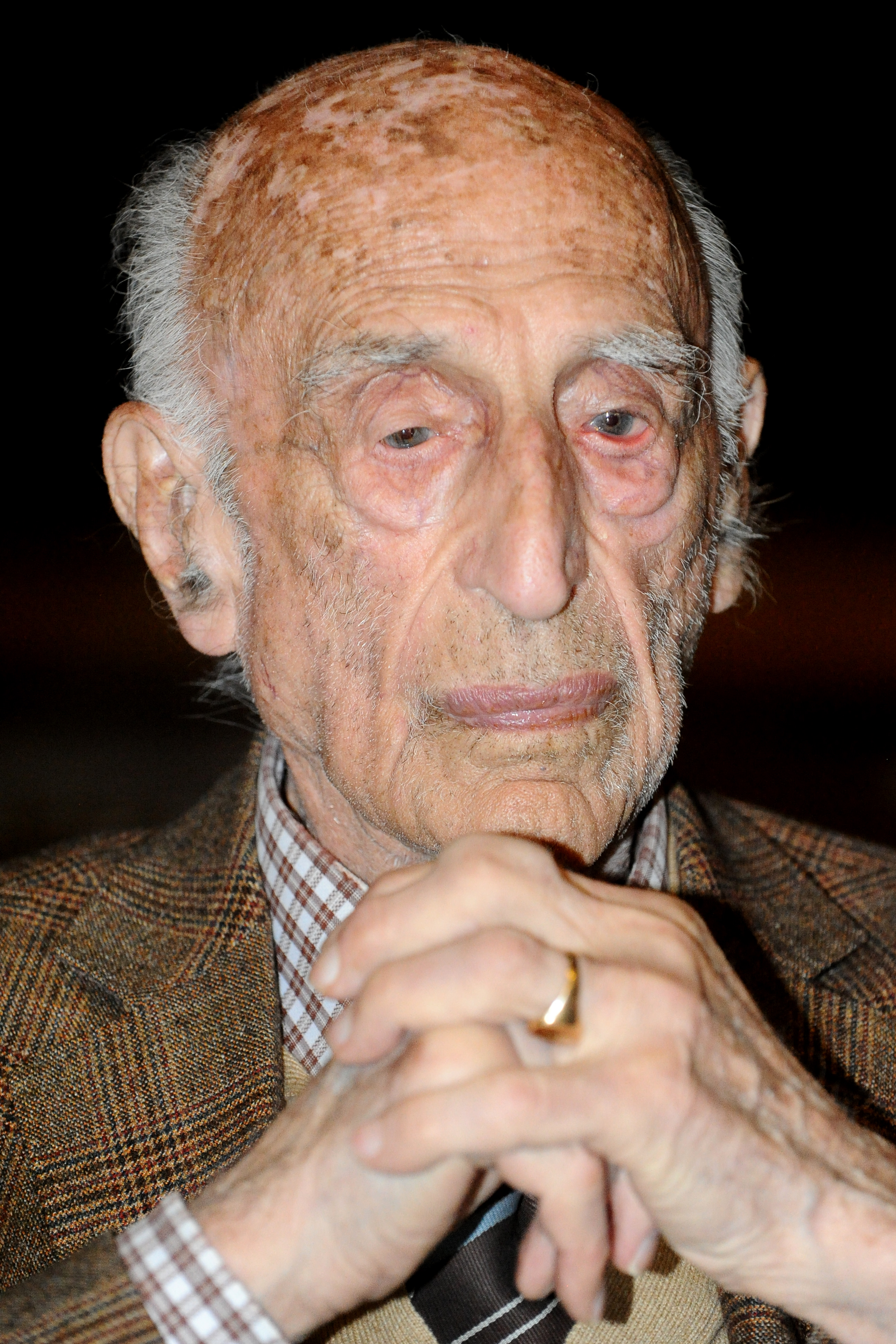
Gillo Dorfles.

- 1910: Gillo Dorfles, crítico de arte, pintor y filósofo italiano (f. 2018).
- 1910: Ke Zhao, matemático chino (f. 2002).
- 1910: Rudolf Kos, futbolista checoslovaco (f. 1977).
- 1910: Irma Rapuzzi, política francesa (f. 2018).
- 1910: Charles Regamey, futbolista suizo (f. 1970).
- 1911: Herbert Buhtz, remero alemán (f. 2006).
- 1911: Slavko Kodrnja, futbolista y entrenador de fútbol yugoslavo (f. 1970).
- 1911: Ferdinando Lambruschini, arzobispo católico italiano (f. 1981).
- 1911: Tullio Mobiglia, saxofonista y violinista italiano (f. 1991).
- 1911: Vincenzo Maria Pellegrini, político, escritor y poeta maltés (f. 1997).
- 1911: Mahmoud Younis, ingeniero egipcio (f. 1976).
- 1912: Angelo Brigada, director de orquesta, compositor y letrista italiano (f. 1999).
- 1912: Leo Crowe, jugador de baloncesto estadounidense (f. 1966).
- 1912: Frank Dilio, empresario canadiense (f. 1997).
- 1912: Mario Fasulo, militar italiano (f. 1937).
- 1912: Georges Franju, cineasta francés (f. 1987).
- 1912: Walt Gorney, actor austríaco (f. 2004).
- 1912: Hamengkubuwono IX, político indonesio, 2.º vicepresidente de Indonesia (f. 1988).
- 1912: Erik Larsson, esquiador de fondo sueco (f. 1982).
- 1912: Arsen Mek'ok'ishvili, luchador soviético (f. 1972).
- 1912: Carmine Rocco, arzobispo católico italiano (f. 1982).
- 1912: Toshihiro Shimamura, jugador de go japonés (f. 1991).
- 1912: Hound Dog Taylor, cantautor y guitarrista estadounidense (f. 1975).
- 1912: Louis Washkansky, deportista lituano (f. 1967).
- 1913: Štefan Biró, futbolista húngaro (f. 1954).
- 1913: Fritz Fromm, balonmanista alemán (f. 2001).
- 1913: Keiko Fukuda, yudoca japonesa (f. 2013), expatriada en Estados Unidos, pionera del yudo.
- 1914: Armen Alchian, economista y académico estadounidense (f. 2013).
- 1914: Guido Ballo, crítico de arte y director artístico italiano (f. 2010).
- 1914: Gretel Bergmann, saltadora de altura y levantadora de pesas alemana (f. 2017).
- 1914: Adriaan Blaauw, astrónomo neerlandés (f. 2010).
- 1914: Jan van Cauwelaert, obispo católico belga (f. 2016).
- 1914: Henri Desroche, sociólogo francés (f. 1994).
- 1914: Gilbert Taylor, director de fotografía y fotógrafo británico (f. 2013).
- 1915: Jan van den Brink, político y banquero neerlandés (f. 2006).
- 1915: George Hogan, jugador de baloncesto estadounidense (f. 1965).
- 1915: Ferdinando Palatucci, arzobispo católico italiano (f. 2005).
- 1915: Giulio Reiner, oficial y aviador italiano (f. 2002).
- 1915: Hound Dog Taylor, cantante y guitarrista estadounidense (f. 1975).
- 1915: Robert Wierinckx, ciclista de carretera belga (f. 2002).
- 1916: Beverly Cleary, escritora estadounidense (f. 2021).
- 1916: Giulio Coltellacci, escenógrafo y vestuarista italiano (f. 1983).
- 1916: Luigi Croci, futbolista italiano.
- 1916: Umberto Dianda, militar italiano (f. 2005).
- 1916: Andrea Gaggero, sacerdote y pacifista italiano (f. 1988).
- 1916: Russell García, director de orquesta y compositor estadounidense (f. 2011) expatriado en Nueva Zelanda.
- 1916: Louis Gauthier, ciclista de carretera francés (f. 2005).
- 1916: Benjamin Libet, neurofisiólogo, psicólogo y académico estadounidense (f. 2007).
- 1916: Finn Lied, oficial y político noruego (f. 2014).
- 1916: Movita, actriz estadounidense (f. 2015).
- 1916: Silvia Strukel, esgrimista italiana (f. 1997).
- 1917: Džemal Bijedić, político yugoslavo (f. 1977).
- 1917: Helen Forrest, cantante y actriz estadounidense (f. 1999).
- 1917: Vinoo Mankad, jugador de críquet indio (f. 1978).
- 1917: Robert Manzon, piloto francés de automovilismo (f. 2015).
- 1917: Lee Orr, velocista canadiense (f. 2009).
- 1917: Angelo Zaccaria, militar y aviador italiano (f. 1944).
- 1918: Cayetano Martí Valls, escritor mallorquí (f. 2007).
- 1918: Andrej Popov, actor soviético (f. 1983).
- 1918: Shōgo Takeuchi, aviador y militar japonés (f. 1943).
- 1919: István Anhalt, compositor y educador húngaro (f. 2012).
- 1919: Billy Vaughn, cantante, director de banda y multiinstrumentista estadounidense (f. 1991).
- 1920: Pietro Bruno, militar italiano (f. 1942).
- 1920: Alberto Ciambricco, guionista italiano (f. 2008).
- 1920: Angelo Frigerio, locutor de radio, profesor y actor suizo (f. 2015).
- 1920: Frank Gates, jugador y entrenador estadounidense de baloncesto (f. 1978).
- 1920: Gérard Herter, actor alemán (f. 2007).
- 1920: Johannes Jacobus Le Roux, aviador sudafricano (f. 1944).
- 1920: Armin Mohler, político, escritor y filósofo suizo (f. 2003).
- 1921: Jeanne Brousse, partisana francesa (f. 2017).
- 1921: Robert Cliche, abogado, juez y político canadiense (f. 1978).
- 1921: Carol Emshwiller, escritora estadounidense (f. 2019).
- 1922: Jack Ferguson, jugador de waterpolo australiano (f. 1993).
- 1922: Gilberto Forti, periodista, escritor y traductor italiano (f. 1999).
- 1921: Enric Marco, sindicalista español (f. 2022).
- 1921: Marcel van Meerhaeghe, economista, banquero y publicista belga (f. 2014).
- 1921: Flavio Orlandi, político italiano (f. 2009).
- 1921: Pietro Riccio, político italiano (f. 1975).
- 1921: Roberto Vatteroni, partisano y político italiano (f. 2008).
- 1922: Simon Kapwepwe, político zambiano, 2.º vicepresidente de Zambia (f. 1980).
- 1922: Luigi Pierobon, partidista y antifascista italiano (f. 1944).
- 1923: Dolores Castro, narradora, poetisa, crítica literaria y ensayista mexicana (f. 2022).
- 1923: Aldo Masullo, filósofo y político italiano (f. 2020).
- 1923: Ann Miller, actriz, cantante y bailarina estadounidense (f. 2004).
- 1923: Pacifico Saldari, político italiano (f. 1997).
- 1923: Eddie Turnbull, entrenador y jugador de fútbol escocés (f. 2011).
- 1923: Eduardo Vittoria, arquitecto y diseñador italiano (f. 2009).
- 1924: Raymond Barré, economista y político francés (f. 2007), primer ministro de Francia.
- 1924: Richard Gendall, lingüista, escritor y músico británico (f. 2017).
- 1924: Renato Perini, arqueólogo italiano (f. 2007).
- 1924: Peter Safar, médico y académico austríaco (f. 2003).
- 1924: Raymond Scardin, ciclista de carretera francés (f. 2009).
- 1924: Livio Spaggiari, futbolista italiano (f. 2003).
- 1924: Curtis Turner, piloto de carreras estadounidense (f. 1970).
- 1924: Arvo Viitanen, esquiador de fondo finlandés (f. 1999).
- 1925: Alfred Beck, entrenador y jugador de fútbol alemán (f. 1994).
- 1925: Evelyn Berezin, ingeniera informática, inventora y científica estadounidense (f. 2018).
- 1925: Giuliano Biagetti, director y guionista italiano (f. 1998).
- 1925: Ken Chisholm, futbolista y entrenador británico-escocés (f. 1990).
- 1925: Françoise Gouny, esgrimista francesa (f. 2009).
- 1925: Britt Lomond, actor y productor de televisión estadounidense (f. 2006).
- 1925: Ned Miller, cantante y compositor de música country estadounidense (f. 2016).
- 1925: Oliver Postgate, animador, titiritero y guionista británico-inglés (f. 2008).
- 1926: Piero De Bernardi, guionista italiano (f. 2010).
- 1926: Andrea Di Martino, botánica italiana (f. 2009).
- 1926: James Hillman, psicoanalista, ensayista y filósofo estadounidense (f. 2011).
- 1926: Alex Jardine, futbolista escocés (f. 1978).
- 1926: Marianne Sin-Pfältzer, fotógrafa alemana (f. 2015).
- 1926: Elizabeth Threatt, modelo y actriz estadounidense (f. 1993).
- 1926: José Utrera Molina, exministro y abogado español (f. 2017).
- 1926: Jane Withers, actriz, actriz de doblaje, presentadora y guionista estadounidense (f. 2021).
- 1927: Víctor de la Fuente, dibujante español (f. 2010).
- 1927: Thomas Hemsley, barítono británico-inglés (f. 2013).
- 1927: Derek Jones, pastor protestante y político británico (f. 2013).
- 1927: Sergio Quoiani, futbolista italiano (f. 1992).
- 1927: Alvin Sargent, guionista estadounidense (f. 2019).
- 1928: Tarquinio Angiolin, remero italiano (f. 2012).
- 1928: Jurij Ivanovyč Chymyč, pintor, artista gráfico y pedagogo ucraniano (f. 2003).
- 1928: Hardy Krüger, actor y escritor alemán (f. 2022).
- 1928: Harry Kure, futbolista noruego (f. 2007).
- 1928: Sigvard Löfgren, futbolista sueco (f. 1996).
- 1928: Luis Medina Castro, actor argentino (f. 1995).
- 1928: Jean-François Paillard, director de orquesta y músico francés (f. 2013)
- 1928: Candy Samples, bailarina, modelo y actriz porno estadounidense (f. 2019).
- 1928: Yun Hyong-keun, pintor surcoreano (f. 2007).
- 1929: Elspet Gray, actriz británico-escocesa (f. 2013).
- 1929: Mukhran Machavariani, poeta y educador georgiano (f. 2010).
- 1929: Fausto Sucena Rasga Filho, baloncestista brasileño (f. 2007).
- 1930: José Asenjo Sedano, escritor español (f. 2009).
- 1930: Krzysztof Beck, levantador de pesas polaco (f. 1996).
- 1930: Francesco Saverio Borrelli, magistrado italiano (f. 2019).
- 1930: Stefano Condello, carabinero italiano (f. 1977).
- 1930: Vincenzo De Toma, actor italiano (f. 2003).
- 1930: Casimiro García, baloncestista cubano.
- 1930: Teresita González Quevedo, monja española (f. 1950).
- 1930: Arto Koivisto (Arto Koivisto (basquetista), baloncestista finlandés (f. 2016).
- 1930: John Landy, corredor de media distancia y político australiano (f. 2022), 26.º gobernador de Victoria.
- 1930: Nancy Lyons, nadadora australiana.
- 1930: Bryan Magee, filósofo y político británico-inglés (f. 2019).
- 1930: Manuel Neri, escultor y pintor estadounidense (f. 2021).
- 1930: Pythagoras Papastamatiou, letrista y dramaturgo griego (f. 1979).
- 1930: Michał Życzkowski, técnico y educador polaco (f. 2006).
- 1931: Chico Anysio, actor, showman y humorista brasileño (f. 2012).
- 1931: Leonid Derbenyov, poeta y compositor soviético-ruso (f. 1995).
- 1931: Pietro Gambolato, político italiano (f. 2020).
- 1931: Michel Grandjean, patinador artístico suizo (f. 2010).
- 1931: Ricardo Romero, músico y cantante argentino, del grupo Los Cinco Latinos.
- 1931: Pat Stanley, actriz y cantante estadounidense.
- 1932: Lakshman Kadirgamar, abogado y político cingalés, 5.º ministro de Asuntos Exteriores (f. 2005).
- 1932: Jean-Pierre Marielle, actor francés (f. 2019).
- 1932: Tiny Tim (Herbert Butros Khaury), intérprete de ukelele, cronista, trovador, cantante y músico estadounidense (f. 1996).
- 1932: Jack Gelber, dramaturgo estadounidense (f. 2003).
- 1932: Corrado Gex, político y aviador italiano (f. 1966).
- 1932: Jean-Pierre Marielle, actor francés (f. 2019).
- 1932: Philippe Nozières, físico francés (f. 2022).
- 1932: Bohdan Przywarski, jugador de baloncesto polaco (f. 2013).
- 1933: Marisa Belli, actriz italiana (f. 2017).
- 1933: Giacomo Bozzano, boxeador italiano (f. 2008).
- 1933: Montserrat Caballé, soprano y actriz española (f. 2018).
- 1933: Violeta Zúñiga, activista por los derechos humanos chilena (f. 2019).
- 1934: Angelo Donato, político italiano (f. 2024).
- 1934: Robert Fraisse, esgrimista francés (f. 2022).
- 1934: Anselm Hollo, poeta y traductor finlandés (f. 2013).
- 1934: Nicolò Lipari, político y jurista italiano (f. 2024).
- 1934: Ken Pears, futbolista canadiense (f. 2022).
- 1934: Angelo Romani, nadador italiano (f. 2003).
- 1934: Ginetto Ruzzetta, cantautor y poeta italiano (f. 2012).
- 1934: Heinz Schneiter, futbolista y entrenador suizo (f. 2017).
- 1935: Harry Brüll, futbolista neerlandés (f. 2021).
- 1935: Carlos González Cabrera, futbolista mexicano (f. 2017).
- 1935: Lee H. Katzin, director estadounidense (f. 2002).
- 1935: Jimmy Makulis, cantante griego (f. 2007).
- 1935: Denis McQuail, sociólogo británico (f. 2017).
- 1935: Aldo Puglisi, actor italiano (f. 2024).
- 1935: Heinz Schneiter, futbolista suizo (f. 2017).
- 1936: Sergio Carantini, futbolista italiano (f. 2013).
- 1936: Tony Earl, político y abogado estadounidense, 40.º gobernador de Wisconsin (f. 2023).
- 1936: Anna Maria Mori, periodista y escritora italiana.
- 1936: Charles Napier, actor y productor de cine estadounidense (f. 2011).
- 1936: Kennedy Simmonds, político sancristobaleño, 4.º primer ministro de San Cristóbal y Nieves.
- 1937: Barbara Aland, teóloga alemana, erudita griega y filóloga clásica (f. 2024).
- 1937: Dennis Banks, escritor y activista estadounidense (f. 2017).
- 1937: Oslavio Di Credico, tenor italiano (f. 2006).
- 1937: Pedro Romero, futbolista mexicano (f. 2018).
- 1937: Ígor Volk, coronel, piloto y cosmonauta ucraniano-ruso (f. 2017).
- 1938: Juan Capra, pintor, cantautor y poeta chileno (f. 1996).
- 1938: Fred Koetter, arquitecto y urbanista estadounidense (f. 2017).
- 1938: Nicola Lalli, psiquiatra y psicólogo italiano (f. 2009).
- 1938: Jeanine Lieffrig, tenista francesa.
- 1938: Clement Quartey, boxeador ghanés (f. 2024).
- 1939: Alan Ayckbourn, director y dramaturgo británico-inglés.
- 1939: Michael Fried, crítico de arte, historiador del arte y ensayista estadounidense.
- 1939: William M. Hoffman, dramaturgo, guionista y libretista estadounidense (f. 2017).
- 1939: Philippe Moureaux, político belga (f. 2018).
- 1939: Johnny Raper, jugador y entrenador de la liga de rugby australiana (f. 2022).
- 1940: David Bacuzzi, entrenador y jugador de fútbol inglés (f. 2020).
- 1940: Alfredo Bianchini, político italiano (f. 2025).
- 1940: Woodie Fryman, jugador de béisbol estadounidense (f. 2011).
- 1940: Herbie Hancock, pianista, tecladista, director de banda y compositor estadounidense de jazz.
- 1940: Björn Jonson, fisiólogo sueco.
- 1940: Osvaldo Lamborghini, escritor y poeta argentino (f. 1985).
- 1941: Manuel de Blas, actor español.
- 1941: Viktor Kosteckij, actor ruso (f. 2014).
- 1941: Bobby Moore, futbolista y entrenador británico-inglés (f. 1993).
- 1941: András Mészáros, ciclista de ruta húngaro.
- 1941: Roberto Mauro, futbolista brasileño.
- 1941: Cordelia von den Steinen, escultora suiza.
- 1942: Frank Bank, actor estadounidense (f. 2013).
- 1942: Bill Bryden, actor, director y guionista británico-escocés (f. 2022).
- 1942: Ursel Eberz, actriz alemana.
- 1942: František Králík, balonmanista checoslovaco (f. 1974).
- 1942: Lelio Lantella, jurista y político italiano.
- 1942: Giuseppe Longoni, futbolista y entrenador de fútbol italiano (f. 2006).
- 1942: Bruce Myers, actor y director de teatro británico (f. 2020).
- 1942: Carlos Reutemann, piloto de carreras de Fórmula 1 y político (gobernador de Santa Fe y senador) argentino (f. 2021).
- 1942: Ellen Meiksins Wood, historiadora estadounidense (f. 2016).
- 1942: Jacob Zuma, político sudafricano, 4.º presidente de Sudáfrica entre 2009 y 2018.
- 1943: Pier Augusto Breccia, pintor, filósofo y ensayista italiano (f. 2017).
- 1943: Robert Durst, empresario y criminal estadounidense (f. 2022).
- 1943: Luciano Galbo, ciclista de carretera italiano (f. 2011).
- 1943: Lothar Kobluhn, futbolista alemán (f. 2019).
- 1943: Sumitra Mahajan, política india, 16.º portavoz del parlamento Lok Sabha.
- 1943: Armando Manhiça, futbolista portugués (f. 2009).
- 1943: Giuliano Zuccoli, empresario italiano (f. 2012).
- 1944: Héctor Chumpitaz, futbolista peruano.
- 1944: Mike Garrett, jugador de fútbol americano.
- 1944: Lisa Jardine, historiadora, escritora y académica británico-inglesa (f. 2015).
- 1944: John Kay, cantautor, guitarrista, armonicista y productor canadiense.
- 1944: Karel Kryl, cantautor y compositor checo (f. 1994).
- 1944: Rosario Polizzi, médico y político italiano.
- 1944: Siegfried Stritzl, futbolista yugoslavo (f. 2022).
- 1944: Thongsing Thammavong, político laosiano.
- 1944: Salvatore Vizzini, político italiano (f. 2016).
- 1945: Jean-Daniel Dätwyler, esquiador alpino suizo.
- 1945: Kiyoko Murata, escritora japonesa.
- 1945: Lee Jong-wook, médico y diplomático surcoreano (f. 2006).
- 1945: José Verdún, futbolista uruguayo (f. 2018).
- 1946: Vittorio Crotta, tenista y periodista italiano.
- 1946: John Dunsworth, actor y comediante canadiense (f. 2017).
- 1946: Beto Fernán, cantautor argentino (f. 1980).
- 1946: Nelson Jobim, jurista y político brasileño.
- 1946: George Islay MacNeill Robertson, político británico-escocés.
- 1946: Salvatore Miceli, mafioso italiano.
- 1946: Ed O'Neill, actor y comediante estadounidense.
- 1946: George Robertson, político, aristócrata («barón Robertson de Port Ellen») y diplomático británico-escocés, 10.º secretario general de la OTAN.
- 1946: Julien Van Lint, ciclista de carretera y director deportivo belga.
- 1947: Roy M. Anderson, epidemiólogo, zoólogo y académico británico-inglés.
- 1947: Martin Brasier, paleontólogo, biólogo y académico británico-inglés (f. 2014).
- 1947: Larry Cannon, jugador y entrenador de baloncesto estadounidense (f. 2024).
- 1947: Tom Clancy, historiador, novelista, autor de videojuegos y guionista estadounidense (f. 2013).
- 1947: Christilot Hanson-Boylen, jinete canadiense.
- 1947: Woody Johnson, embajador, empresario y director deportivo estadounidense.
- 1947: Antonin Kratochvil, fotógrafo español.
- 1947: Dan Lauria, actor estadounidense.
- 1947: David Letterman, presentador de programas de entrevistas, guionista de televisión y comediante estadounidense.
- 1947: Wayne Northrop, actor estadounidense (f. 2024).
- 1947: Franco Rocchetta, político italiano.
- 1948: Claude Baker, compositor estadounidense.
- 1948: Jeremy Beadle, presentador y productor de televisión británico-inglés (f. 2008).
- 1948: Mariella Devia, soprano italiana.
- 1948: Joschka Fischer, académico y político alemán.
- 1948: Christos Iakovou, levantador de pesas griego.
- 1948: Pasquale Lamorte, político italiano.
- 1948: Marcello Lippi, futbolista, entrenador y director técnico italiano.
- 1948: Marco Melani, crítico de cine italiano (f. 1996).
- 1948: Massimo Mori, historiador italiano de la filosofía.
- 1948: Dave Scholz, jugador de baloncesto estadounidense (f. 2015).
- 1948: Oliver Stapleton, director de fotografía británico.
- 1948: Paolo Turco, actor, actor de voz y director de doblaje italiano (f. 2022).
- 1948: Enrico De Angelis, periodista italiano.
- 1949: Reine Almqvist, entrenadora y jugadora de fútbol sueca.
- 1949: Leonard Paul Blair, arzobispo católico estadounidense.
- 1949: Linda Carbonetto, patinadora artística estadounidense.
- 1949: María José Demare, actriz y cantante de tango argentina.
- 1949: Pravin Gordhan, político sudafricano (f. 2024).
- 1949: Katerina Kuryško, piragüista soviética.
- 1949: Ibrahim Mahlab, político egipcio.
- 1949: Scott Turow, escritor y abogado estadounidense.
- 1950: Jean-Marie Abgrall, criminólogo y escritor francés.
- 1950: Joyce Banda, política malawi, 4.ª presidenta de Malawi.
- 1950: Hassan Benjelloun, director marroquí.
- 1950: Flavio Briatore, empresario, director empresarial y directivo deportivo italiano.
- 1950: David Cassidy, cantautor, guitarrista y actor estadounidense (f. 2017).
- 1950: Andrej Dobrovol'skij, director ruso.
- 1950: James Lattimer, astrónomo estadounidense.
- 1950: Donal McKeown, obispo católico irlandés.
- 1950: Carlo Ruggeri, político italiano.
- 1950: Nicholas Sackman, compositor y educador británico-inglés.
- 1950: Harbhajan Singh, jugador de baloncesto indio.
- 1950: Jerry Tagge, jugador de fútbol americano.
- 1950: Tom Werner, productor de televisión y empresario estadounidense.
- 1951: Peter Liu Cheng-chung, arzobispo católico taiwanés.
- 1951: Cheik Diallo, entrenador de fútbol y futbolista maliense.
- 1951: Riccardo Faini, economista y periodista italiano (f. 2007).
- 1951: Raven Grimassi, escritora estadounidense (f. 2019).
- 1951: Aleksandr Machovikov, futbolista soviético.
- 1951: Tom Noonan, actor estadounidense.
- 1951: Erminio Quartiani, político italiano.
- 1951: Tim Walberg, político estadounidense.
- 1952: Jean Bricmont, físico y filósofo belga.
- 1952: Sergio Bustric, actor italiano.
- 1952: Reuben Gant, jugador estadounidense de fútbol americano.
- 1952: John Lathan, futbolista inglés.
- 1952: Gil Mărdărescu, futbolista rumano.
- 1952: Leicester Rutledge, jugador de rugby de Nueva Zelanda.
- 1952: Anthony Sidney, guitarrista y compositor estadounidense.
- 1952: John Sinclair, teclista británico.
- 1952: Gary Soto, novelista, escritor de memorias y poeta estadounidense.
- 1952: Hans Stöckli, político suizo.
- 1952: Ralph Wiley, periodista estadounidense (f. 2004).
- 1953: Álex Angulo, actor español (f. 2014).
- 1953: Maurizio Ferrini, comediante y actor italiano.
- 1953: Tanino Liberatore, dibujante, ilustrador, diseñador y escritor italiano.
- 1953: Fernando Lúpiz, esgrimista argentino.
- 1953: Bernard Tchoullouyan, yudoca francés (f. 2019).
- 1953: Béla Váradi, futbolista húngaro (f. 2014).
- 1954: Julio Angkel, obispo católico de Micronesia.
- 1954: Gianni Bissaca, actor italiano.
- 1954: Carolyn Dennis, cantante y actriz estadounidense.
- 1954: Annemiek Derckx, piragüista holandesa.
- 1954: John Faulkner, educador y político australiano, 52.º ministro de Defensa de Australia.
- 1954: Marcie Free, cantante estadounidense.
- 1954: Marvin Johnson, boxeador estadounidense.
- 1954: Nourredine Kourichi, futbolista argelino.
- 1954: Jon Krakauer, ensayista y alpinista estadounidense.
- 1954: Loris Mazzetti, periodista, director de televisión y ensayista italiano.
- 1954: Nguyen Thi Kim Ngan, política vietnamita.
- 1954: Steve Stevaert, empresario y político belga (f. 2015).
- 1954: Pat Travers, cantautor y guitarrista canadiense.
- 1955: Lorenzo Bonechi, artista italiano (f. 1994).
- 1955: Giuseppe Cormio, periodista y director deportivo italiano.
- 1955: Nils Gaup, director, actor y guionista noruego.
- 1955: Emilio Ghezzi, compositor italiano.
- 1955: Fabian Hamilton, diseñador gráfico, ingeniero y político británico-inglés.
- 1955: Park Jong-won, futbolista surcoreano.
- 1955: Eraldo Pecci, futbolista italiano.
- 1955: Teresa Piccione, política italiana.
- 1955: Steve Puidokas, jugador de baloncesto estadounidense (f. 1994).
- 1955: Edoardo Siravo, actor, director de teatro y actor de voz italiano.
- 1955: Gian Luca Zattini, político italiano.
- 1956: Andrea Eife, nadadora alemana, de Alemania del Este.

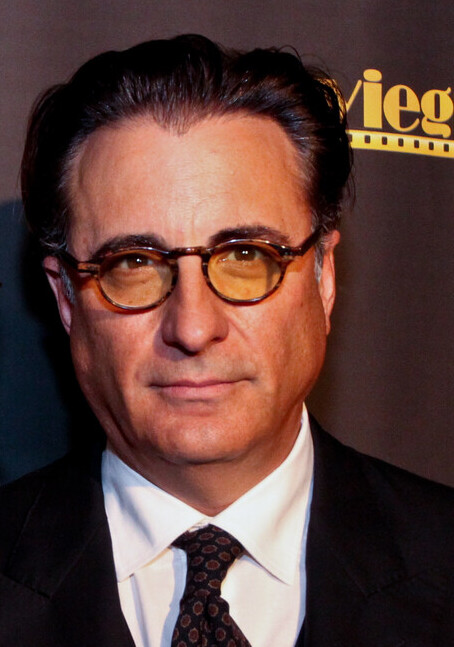
Andy García

- 1956: Andy García, actor, director y productor de cine cubano.

- 1956: Andy García, actor, director y productor cubano expatriado en Estados Unidos.
- 1956: Chuy García, político estadounidense.
- 1956: Herbert Grönemeyer, cantautor, músico y actor alemán.
- 1956: František Jakubec, futbolista checoslovaco (f. 2016).
- 1956: Tama Janowitz, escritora estadounidense.
- 1956: Walter Salles, director de cine, guionista y productor brasileño.
- 1956: Alessandro Sommella, bajista italiano.
- 1956: Miloš Srejović, triple jugador yugoslavo.
- 1957: Bruno Caneo, entrenador y futbolista italiano.
- 1957: Carlo Capone, piloto de rally italiano.
- 1957: Greg Child, montañista y escritor australiano.
- 1957: Maurizio Fistarol, político italiano.
- 1957: Vince Gill, cantautor, guitarrista y multiinstrumentista estadounidense.
- 1957: Tama Janowitz, novelista y cuentista estadounidense.
- 1957: Ignacio Mantilla, matemático colombiano.
- 1957: Stojčo Mladenov, entrenador y jugador de fútbol búlgaro.
- 1957: Ronald Plasterk, político neerlandés.
- 1957: Hallvar Thoresen, entrenador y jugador de fútbol noruego.
- 1958: Ako, actriz japonesa.
- 1958: J. Alexander, modelo y personalidad televisiva estadounidense.
- 1958: Elisabeth Bosch, jugadora de baloncesto holandesa.
- 1958: Reiner Cunz, historiador y numismático alemán.
- 1958: Bernard Fellay, obispo católico suizo.
- 1958: Benjamín González, atleta español (f. 2011).
- 1958: Tony James, bajista y guitarrista británico.
- 1958: Omar Palma, futbolista, entrenador y político argentino.
- 1958: Will Sergeant, guitarrista británico-inglés.
- 1958: Jim Smith, jugador de baloncesto estadounidense.
- 1958: Paul St. Peter, actor de voz estadounidense.
- 1958: Karel Stromšik, entrenador de fútbol, director deportivo y futbolista checo.
- 1958: Klaus Tafelmeier, lanzador de jabalina alemán.
- 1958: Ginka Zagorcheva, vallista búlgara.
- 1959: Pascal Barré, velocista francés, medallista de bronce olímpico en 1980 junto con su hermano gemelo de Patrick Barré.
- 1959: Patrick Barré, velocista francés, medallista de bronce olímpico en 1980 junto con su hermano gemelo de Pascal Barré.
- 1959: Pierre Chappaz, empresario francés.
- 1959: Choi Kang-hee, entrenador de fútbol y futbolista surcoreano.
- 1959: Emilio De Marchi, actor italiano.
- 1959: Edvins Kengis, ajedrecista letón.
- 1959: Paolo Revelli, nadador italiano.
- 1959: Markus Vinzent, historiador de las religiones alemán.
- 1960: Hikmet Temel Akarsu, escritor y dramaturgo turco.
- 1960: Tony Anthony, luchador estadounidense.
- 1960: Ben Bamfuchile, entrenador y jugador de fútbol zambiano (f. 2007).
- 1960: Angelo Bonfrisco, árbitro de fútbol italiano.
- 1960: Paolo Andrea Colombo, empresario italiano.
- 1960: Michele Cossa, político italiano.
- 1960: Marco Giovanetti, pianista italiano (f. 2019).
- 1960: Tomas Jonsson, entrenador y jugador de hockey sobre hielo sueco.
- 1960: Kenny Simpson, jugador de baloncesto estadounidense.
- 1960: David Thirdkill, jugador y entrenador de baloncesto estadounidense.
- 1960: Marianne Zechmeister, esquiadora alpina alemana.
- 1961: Enedina Arellano Félix, narcotraficante mexicana.
- 1961: Mario Di Sora, astrónomo italiano.
- 1961: Corrado Fabi, piloto italiano de automovilismo.
- 1961: Lisa Gerrard, compositora, música y cantante australiana.
- 1961: Yuri Ivashchenko, astrónomo ucraniano.
- 1961: Miguel Lora, exboxeador colombiano, campeón mundial del peso gallo del Consejo Mundial de Boxeo entre 1985 y 1988.
- 1961: Charles Mann, jugador de fútbol americano y comentarista deportivo.
- 1961: Willi Ninja, bailarín y coreógrafo estadounidense (f. 2006).
- 1961: Christophe Rousset, clavecinista y director de orquesta francés.
- 1961: Magda Szubanski, actriz, comediante y escritora británica expatriada en Australia.
- 1961: DD Verni, cantautor, bajista y compositor estadounidense.
- 1962: Art Alexakis, cantautor y músico estadounidense.
- 1962: Freddy Bravo, futbolista ecuatoriano.
- 1962: Ivano Camozzi, esquiador alpino italiano.
- 1962: Hüseyin Avni Danyal, actor turco.
- 1962: Annika Falkengren, empresaria y banquera sueca.
- 1962: Jarosław Kalinowski, político polaco.
- 1962: Katsuhiro Kusaki, futbolista japonés.
- 1962: Kim Hwa-sun, jugador de baloncesto surcoreano.
- 1962: Julia Koch, socialité y filántropa estadounidense.
- 1962: Fabián López, entrenador argentino de fútbol sala.
- 1962: Jacques Maillot, director y guionista francés.
- 1962: Brenno Martignoni Polti, político, abogado y notario suizo.
- 1962: Reinhold Mathy, futbolista alemán.
- 1962: Nobuhiko Takada, artista marcial mixto, luchador y actor japonés, fundó la empresa Hustle.
- 1962: Giulia Pazienza, baloncestista italiana.
- 1962: Carlos Sainz, piloto español de rallý.
- 1962: Zidrou, dibujante belga.
- 1963: Marco Berry, ilusionista y comediante italiano.
- 1963: Lydia Cacho, periodista, escritora y activista mexicana.
- 1963: Anne-Lee Edwardzon, jugadora de baloncesto sueca.
- 1963: Tracy Camilla Johns, actriz estadounidense.
- 1963: Luigi Loreto, historiador italiano.
- 1963: Dragan Obrenović, militar y criminal de guerra bosnio.
- 1963: Anton Siluanov, político y economista ruso.
- 1963: Shōgo Suzuki, actor japonés.
- 1963: Dominik Utzinger, tenista suizo.
- 1963: Stefano Viali, actor y director italiano.
- 1963: Regina Weber, gimnasta alemana.
- 1964: Mariela Alcalá, actriz venezolana.
- 1964: Marco Bergamo, ciclista de carretera italiano.
- 1964: Johan Capiot, ciclista de carretera belga.
- 1964: Chris Fairclough, futbolista y entrenador británico-inglés.
- 1964: Anna Farkas, jugadora de baloncesto húngara.
- 1964: Claudia Jung, cantante y actriz alemana.
- 1964: Pandora Peaks, actriz porno y actriz de cine estadounidense.
- 1964: Fabián Pedacchio Leaniz, sacerdote argentino.
- 1964: Josep Picó, waterpolo español.
- 1964: Amy Ray, cantautora, guitarrista, música y productora musical estadounidense de folk-rock.
- 1964: Adi Stadler, piloto de motociclismo alemán.
- 1965: Neil Aspin, entrenador y jugador de fútbol inglés.
- 1965: Stephan Baeck, jugador de baloncesto, entrenador de baloncesto y director deportivo alemán.
- 1965: Kim Bodnia, actor y director danés.
- 1965: Luca Bracali, fotógrafo, director y explorador italiano.
- 1965: Konstantin Bronzit, animador y director ruso.
- 1965: Verena Buratti, actriz italiana.
- 1965: Chi Onwurah, político británico-inglés.
- 1965: Neil Cochran, nadador británico.
- 1965: Paul Dillett, culturista canadiense.
- 1965: Missael Espinoza, futbolista mexicano.
- 1965: Jonathan Fahn, actor de voz estadounidense.
- 1965: Andrea Giorgis, político italiano.
- 1965: Juan López Mella, piloto de motos español (f. 1995).
- 1965: Brad Muster, jugador de fútbol americano.
- 1965: Vito Petrella, velocista italiano.
- 1965: Gervais Rufyikiri, político burundés.
- 1965: Fabrizio Di Stefano, político italiano.
- 1965: Mihai Stoica, futbolista y entrenador rumano.
- 1965: Malo Vaga, entrenador de fútbol de Samoa.
- 1966: Petra Bernet, esquiadora alpina suiza.
- 1966: Giuseppe Coluccio, mafioso italiano.
- 1966: Nils-Olav Johansen, guitarrista y cantante noruego.
- 1966: Marco Kostmann, entrenador y jugador de fútbol alemán.
- 1966: Angela Mariella, periodista italiana.
- 1966: Kassoum Ouédraogo, futbolista burkinés.
- 1966: Roberto Peretti, patinador italiano de pista corta.
- 1966: Adriana Samuel, voleibolista brasileña.
- 1966: Kevin Robinzine, velocista estadounidense.
- 1966: Lorenzo White, jugador estadounidense de fútbol americano.
- 1966: Yasuyuki Satō, futbolista japonés.
- 1967: Andrea Ballarè, político italiano.
- 1967: Emma Bezos, jugadora de baloncesto española.
- 1967: Fabio Cavazzana, billarista italiano.
- 1967: Sarah Cracknell, cantautora británica.
- 1967: Sarah Cracknell, cantautora británico-inglesa.
- 1967: Neil Fanning, actor australiano.
- 1967: Dominic Kirui, corredor de media distancia keniano.
- 1967: Mellow Man Ace, rapero cubano.
- 1967: Martin Schmidt, director técnico y entrenador de fútbol suizo.
- 1967: Rolf Sele, futbolista liechtensteiniano.
- 1967: Shinkichi Kikuchi, entrenador y jugador de fútbol japonés.
- 1967: Michael Wiseman, actor estadounidense.
- 1967: Nicolae Țaga, remero rumano.
- 1968: Max Carletti, guitarrista italiano.
- 1968: Alicia Coppola, actriz, modelo y escritora estadounidense.
- 1968: Giovanni Corasaniti, militar italiano.
- 1968: Charles Fabian, entrenador y jugador de fútbol brasileño.
- 1968: Massimo Fedrizzi, entrenador y jugador de hockey sobre hielo italiano.
- 1968: Toby Gad, productor discográfico, compositor y cantautor alemán.
- 1968: Jorge Ignacio García Cuerva, arzobispo católico argentino.
- 1968: Asghar Akbari Gharetappeh, jugador de fútbol sala iraní.
- 1968: Adam Graves, jugador canadiense de hockey sobre hielo.
- 1968: Leena Meri, política finlandesa.
- 1968: Stefania Montorsi, actriz y guionista italiana.
- 1968: Julio César Rivera, futbolista peruano.
- 1968: Fermín Emilio Sosa Rodríguez, arzobispo católico mexicano.
- 1968: Sandro Sisler, político italiano.

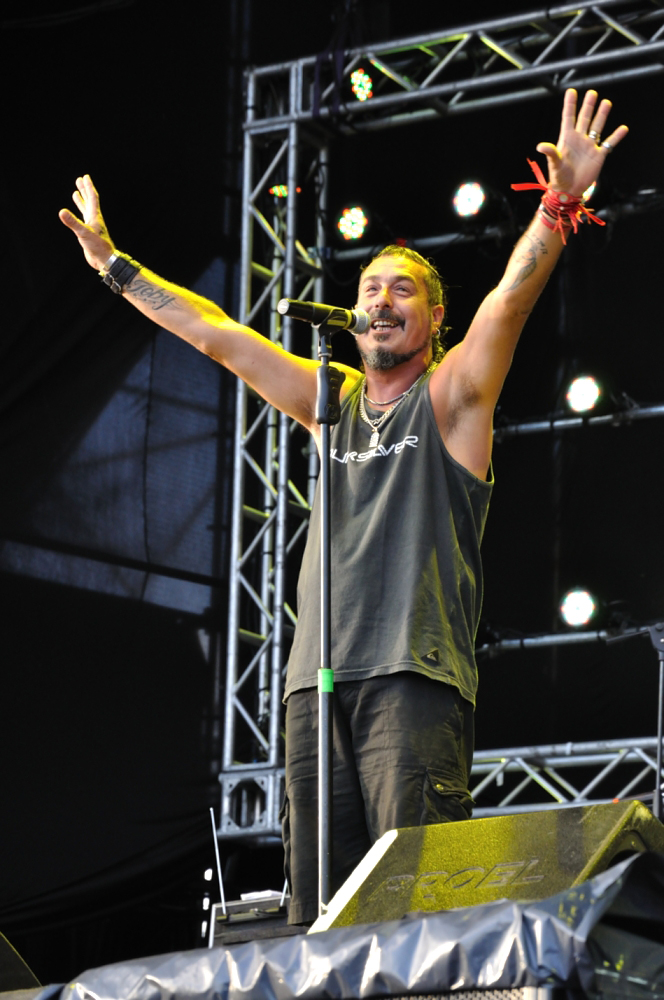
Martín Fabio, el Mono de Kapanga.

- 1969: Martín Mono Fabio (el Mono de Kapanga), cantante argentino de rock, del grupo Kapanga.
- 1969: Hiroe Kakizaki, jugador de baloncesto japonés.
- 1969: Michael Jackson, jugador de fútbol americano y político (f. 2017).
- 1969: Jörn Lenz, futbolista y entrenador alemán.
- 1969: Li Ge, gimnasta china.
- 1969: Lucas Radebe, futbolista y comentarista deportivo sudafricano.
- 1969: Dolly de Leon, actriz filipina.
- 1970: Sylvain Bouchard, patinador de velocidad canadiense.
- 1970: Monica Ciaburro, política italiana.
- 1970: Reagan Foxx, actriz pornográfica y modelo erótica estadounidense.
- 1970: Jessika Gedin, editora, presentadora de televisión y locutora de radio sueca.
- 1970: Damian Hopley, jugador de rugby de 15 años y director deportivo británico.
- 1970: Sean Malone, músico, bajista y teórico musical estadounidense (f. 2020).
- 1970: Filippo Masolini, entrenador de fútbol y futbolista italiano.
- 1970: Retta (Marietta Sirleaf), comediante y actriz estadounidense.
- 1971: Angela Arcangeli, baloncestista italiana.
- 1971: Nicholas Brendon, actor estadounidense.
- 1971: Shannen Doherty, actriz, directora y productora estadounidense (f. 2024).
- 1971: Salvatore Fusco, entrenador y futbolista italiano.
- 1971: Eyal Golan, cantante israelí.
- 1971: Fernando Meligeni, tenista brasileño.
- 1971: Christophe Moreau, ciclista de carretera francés.
- 1971: Takako Katō, jugador de baloncesto japonés.
- 1971: Andrea Valentini, jugador de baloncesto y entrenador de baloncesto italiano.
- 1972: Omrane Ayari, luchador tunecino.
- 1972: Reyli Barba, cantautor y actor mexicano.
- 1972: René Cattarinussi, biatleta italiano.
- 1972: Emerson Moisés Costa, futbolista brasileño.
- 1972: Sebnem Ferah, cantante turco.
- 1972: Barbara Graziosi, estudiosa griega italiana.
- 1972: Kenji Hamada, actor de voz japonés.
- 1972: Paul Lo Duca, jugador de béisbol y comentarista deportivo estadounidense.
- 1972: Norman Mapeza, entrenador y jugador de fútbol de Zimbabue.
- 1972: Aqil Məmmədov, futbolista azerbaiyano.
- 1972: Adriano Panzironi, empresario italiano.
- 1972: Morten Pedersen, entrenador y jugador de fútbol noruego.
- 1972: Mario Traversoni, ciclista de carretera italiano.
- 1973: Mark Brooks, dibujante estadounidense.
- 1973: Cristina Fantoni, periodista y presentadora de televisión italiana.
- 1973: Niclas Hävelid, jugador sueco de hockey sobre hielo.
- 1973: Claudia Jordan, presentadora de televisión y radio estadounidense.
- 1973: Ryan Kisor, trompetista y compositor estadounidense.
- 1973: Joël Lautier, ajedrecista francés.
- 1973: Quadre Lollis, jugador de baloncesto estadounidense.
- 1973: Antonio Osuna, beisbolista mexicoamericano.
- 1973: Christian Panucci, futbolista y entrenador italiano.
- 1973: Lionel Roux, tenista francés.
- 1973: J. Scott Campbell, escritor e ilustrador estadounidense.
- 1973: Gianni Sperti, personalidad de la televisión italiana, comentarista y bailarín.
- 1973: Amr Waked, actor egipcio.
- 1974: Elena Bonetti, política y profesora italiana.
- 1974: Carla Couto, futbolista portuguesa.
- 1974: Belinda Emmett, actriz y cantante australiana (f. 2006).
- 1974: Bryan Fletcher, jugador de la liga de rugby australiana y comentarista deportivo.
- 1974: Roman Hamrlík, jugador checo de hockey sobre hielo.
- 1974: Abdusalam Khamis, futbolista libio.
- 1974: Slava Mogutin, fotógrafo y artista multimedia ruso exiliado en los Estados Unidos.
- 1974: Dinu Pescariu, tenista rumano.
- 1974: Franco Sancassani, remero italiano.
- 1974: Marley Shelton, actriz estadounidense.
- 1974: Sylvinho (Sylvio Mendes Campos Junior), futbolista y entrenador brasileño.
- 1974: Antje Rávic Strubel, escritora alemana.
- 1974: Sylvinho, entrenador y jugador de fútbol brasileño.
- 1974: Arnis Vecvagars, jugador de baloncesto y entrenador letón.
- 1975: Sito Alonso, entrenador español de baloncesto.
- 1975: Maurizia Cecconi, nadadora artística italiana.
- 1975: Sergio Cerruti, productor discográfico y disc jockey italiano.
- 1975: Cibernético (luchador), luchador mexicano.
- 1975: Kirill Dmitriev, economista y gerente ruso.
- 1975: Mattia Fantinati, político italiano.
- 1975: Sergej Kozko, futbolista ruso.
- 1975: Marcelo Magalhães Machado, baloncestista brasileño.
- 1975: Maria Moroni, boxeadora, abogada y dirigente deportiva italiana.
- 1975: Marianne Pettersen, futbolista noruega.
- 1975: Stefan Stankalla, esquiador alpino alemán.
- 1975: Natal'ja Timakova, periodista rusa.
- 1975: Laurent Wauquiez, político francés.
- 1976: Mathías Brivio, presentador de televisión, locutor y periodista peruano.
- 1976: Émilie Frèche, directora y guionista francesa.
- 1976: Antonino Salvatore Germanà, político italiano.
- 1976: Donny Grant, futbolista costarricense.
- 1976: Olga Kotliarova, velocista y corredora de media distancia rusa.
- 1976: Massimiliano Larocca, cantautor italiano.
- 1976: Andrea Mazza, disc jockey y productor discográfico italiano.
- 1976: Brad Miller, baloncestista estadounidense.
- 1976: Knut Anders Sørum, cantante noruego.
- 1976: Víctor Velásquez, futbolista salvadoreño.
- 1977: Tobias Angerer, esquiador de fondo alemán.
- 1977: Maciej Bartoszek, entrenador de fútbol polaco.
- 1977: Elisabeth Brandner, esquiadora alpina alemana.
- 1977: Giovanny Espinoza, futbolista ecuatoriano.
- 1977: José Guilloty, voleibolista puertorriqueño.
- 1977: Gemma Mengual, nadadora sincronizada española.
- 1977: Sarah Monahan, actriz australiana.
- 1977: Sarah Jane Morris, actriz estadounidense.
- 1977: Jason Price, futbolista británico-galés.
- 1977: Emin Quliyev, futbolista azerbaiyano.
- 1977: Silvia Rinaldi, esgrimista italiana.
- 1977: Glenn Rogers, jugador de críquet australiano-escocés.
- 1977: Jordana Spiro, actriz, directora y guionista estadounidense.
- 1977: Carlo Teodorani, futbolista italiano.
- 1978: Stanislav Angelov, futbolista búlgaro.
- 1978: Luca Argentero, actor, personalidad televisiva y modelo italiano.
- 1978: Guy Berryman, bajista, multiinstrumentista y músico británico-escocés, de la banda Coldplay.
- 1978: Mandy Bright, actriz porno húngara.
- 1978: Davide Calabrese, actor, cantante y artista de cabaret italiano.
- 1978: Scott Crary, director, productor y guionista estadounidense.
- 1978: John DeFilippo, entrenador de fútbol americano.
- 1978: Svetlana Lapina, saltadora de altura rusa.
- 1978: Carolina Marconi, corista, actriz y empresaria venezolana.
- 1978: Linda Ogugua, jugadora de baloncesto nigeriana.
- 1978: Chrīstos Pogiatzīs, entrenador de fútbol y futbolista chipriota.
- 1978: Andrés San Martín, futbolista argentino.
- 1978: Riley Smith, actor y cantante estadounidense.
- 1978: Robin Walker, empresario y político británico-inglés.
- 1979: Cezar Bădiță, nadador rumano.
- 1979: Claire Danes, actriz estadounidense.
- 1979: Thomas Dybdahl, músico y cantautor noruego.
- 1979: Lars Granaas, futbolista noruego.
- 1979: Elena Grosheva, gimnasta rusa.
- 1979: Mateja Kežman, futbolista serbio.
- 1979: Mateja Kežman, agente deportivo y futbolista serbio.
- 1979: Lee Soo-young, cantante surcoreana.
- 1979: Carolina La O, cantante colombiana.
- 1979: Lee Soo-young, cantante surcoreana.
- 1979: Marco Martini, entrenador de fútbol y futbolista italiano.
- 1979: Francesco Miano-Petta, luchador italiano.
- 1979: Jennifer Morrison, actriz y modelo estadounidense.
- 1979: Tracy Moseley, ciclista de montaña británico.
- 1979: Paul Nicholls, actor británico.
- 1979: Sergio Pellissier, director deportivo y futbolista italiano.
- 1979: Carlos Pérez Rial, piragüista español.
- 1979: Ciro Polito, director deportivo y futbolista italiano.
- 1979: Cristian Ranalli, futbolista italiano.
- 1979: Monica Romano, activista, escritora y política italiana.
- 1979: Michal Sedlecký, pentatleta checo.
- 1980: Argo Aadli, actor estonio.
- 1980: Itamar Batista da Silva, futbolista brasileño.
- 1980: Günter Bubbnik, actor austríaco.
- 1980: Fabio Caselli, futbolista italiano.
- 1980: Sandrine Corman, modelo belga.
- 1980: Eglis Yaima Cruz, tiradora al blanco cubana.
- 1980: Sara Head, campeona paralímpica británico-galesa de tenis de mesa.
- 1980: Stefano Di Filippo, bailarín italiano.
- 1980: Martin Lébl, jugador de voleibol checo.

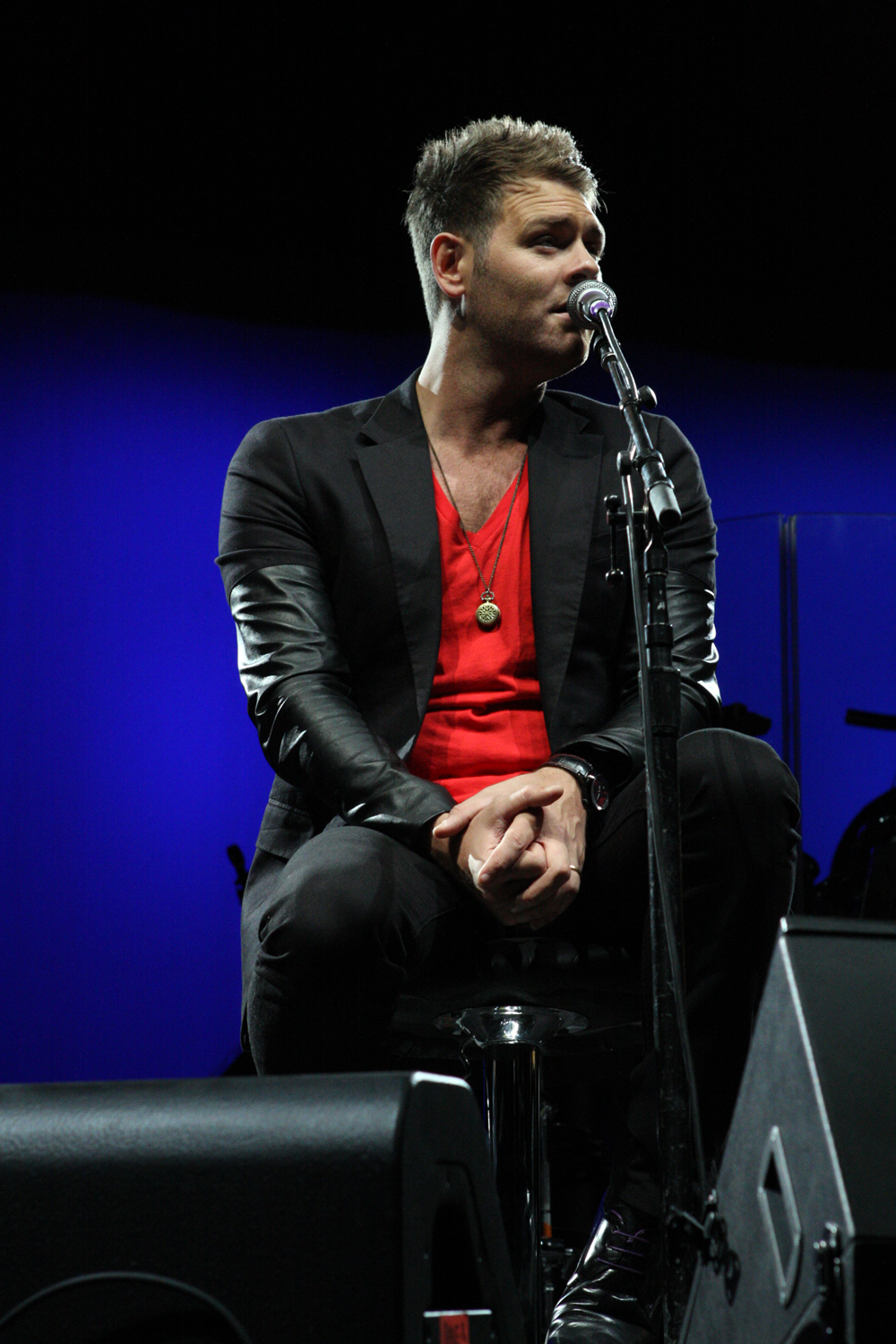
Brian McFadden

- 1980: Brian McFadden, cantautor irlandés.

- 1980: Brian McFadden, cantautor irlandés, de la banda Westlife.
- 1980: Erik Mongrain, compositor y guitarrista canadiense.
- 1980: Marlous Nieuwveen, baloncestista neerlandés.
- 1980: Terence Parkin, nadador sudafricano.
- 1980: Jesús Perera, futbolista español.
- 1980: Ebrima Ebou Sillah, futbolista gambiano.
- 1980: Julia Smith, bailarina y corista australiana.
- 1980: Tamika Williams, jugadora y entrenadora de baloncesto estadounidense.
- 1981: Yuriy Borzakovskiy, corredor ruso.
- 1981: Nicolás Burdisso, director deportivo y futbolista argentino.
- 1981: Marcelo Cordeiro, entrenador y jugador de fútbol brasileño.
- 1981: Blerim Destani, actor albanés.
- 1981: Cédrick Fiston, futbolista francés.
- 1981: Tulsi Gabbard, política y militar estadounidense.
- 1981: Hisashi Iwakuma, lanzador japonés de béisbol.
- 1981: Grant Holt, futbolista, entrenador y luchador profesional británico-inglés.
- 1981: Dagmara Krzyżyńska, esquiadora alpina y esquiadora de estilo libre polaca.
- 1981: Fabio Maresca, árbitro de fútbol italiano.
- 1981: Qusay Munir, entrenador y jugador de fútbol iraquí.
- 1981: Paul Rust, actor, comediante y guionista estadounidense.
- 1981: Dmitry Trapeznikov, político ruso.
- 1982: Tamer Bayoumi, luchador de taekwondo egipcio.
- 1982: Juan Pablo Brzezicki, tenista argentino.
- 1982: Deen (Fuad Backovich), cantante bosnio.
- 1982: Gary Caldwell, entrenador y jugador de fútbol escocés.
- 1982: Naim Dhifallah, jugador de baloncesto tunecino.
- 1982: Jon Chol, futbolista norcoreano.
- 1982: Gilbert Meléndez, artista marcial mixto estadounidense.
- 1982: Nicholas Monroe, entrenador de tenis y tenista estadounidense.
- 1982: Esteban Ostojich, árbitro de fútbol uruguayo.
- 1982: Waldo Ponce, futbolista chileno.
- 1982: Anna Sivkova, esgrimista rusa.
- 1983: Jan Tore Amundsen, futbolista noruego.
- 1983: Davide Dias, futbolista portugués.
- 1983: Jelena Dokic, tenista serbia expatriada en Australia.
- 1983: Luke Kibet, corredor keniano.
- 1983: Jelena Dokić, entrenadora de tenis, tenista y escritora serbia.
- 1983: Sergio Daniel Escudero, futbolista argentino.
- 1983: Michele Focosi, boxeador italiano.
- 1983: Jakov Grcić, jugador de fútbol sala croata.
- 1983: Luke Kibet, maratonista keniano.
- 1983: Musab Mahmoud, futbolista catarí.
- 1983: Sak Noel, disc jockey y productor discográfico español.
- 1983: Kristen O'Neill, jugadora y entrenadora de baloncesto estadounidense.
- 1983: Fabio Roselli, director deportivo y futbolista italiano.
- 1983: Adam Russo, entrenador y jugador canadiense de hockey sobre hielo.
- 1983: Devin Smith, jugador y entrenador de baloncesto estadounidense.
- 1983: Steven Smith, jugador de baloncesto estadounidense.
- 1983: Anton Unterkofler, snowboarder austríaco.
- 1984: Emma Bejanyan, cantante armenia.
- 1984: Aleksey Dmitrik, saltador de altura ruso.
- 1984: Aleksej Dmitrik, saltador de altura ruso.
- 1984: Prince Efe Ehiorobo, futbolista nigeriano.
- 1984: Kevin Geyson, buceador y modelo canadiense.
- 1984: Joseph Hoeflich, futbolista samoano.
- 1984: Aleksandrs Jerofejevs, jugador de hockey sobre hielo letón.
- 1984: Vitalij Kovalenko, baloncestista ucraniano.
- 1984: Garrett Neff, modelo estadounidense.
- 1984: Kevin Pauwels, ciclista belga de ciclocrós, ciclista de carretera y ciclista de montaña.
- 1984: Brittany Reinbolt, bobsledder y jugadora de fútbol estadounidense.
- 1984: Alessandro Venturella, bajista y guitarrista británico.
- 1984: Alayça Öztürk, actriz turca.
- 1985: Davide Bassi, futbolista italiano.
- 1985: Brennan Boesch, jugador de béisbol estadounidense.
- 1985: Jeísa Chiminazzo, modelo brasileña.
- 1985: Martín Colombo, futbolista uruguayo.
- 1985: Marco di Carli, nadador alemán.
- 1985: Danilo Fevola, jugador de baloncesto italiano.
- 1985: Jonte Flowers, jugador de baloncesto estadounidense.
- 1985: Simona Gherman, esgrimista rumana.
- 1985: Ted Ginn, jugador de fútbol americano.
- 1985: Hernán Grana, futbolista argentino.
- 1985: Hitomi Yoshizawa, cantante japonesa.
- 1985: Şəhriyar Məmmədyarov, ajedrecista azerbaiyano.
- 1985: Siri Nilsen, cantante noruega.
- 1985: Maleja Restrepo, actriz, presentadora y modelo colombiana.
- 1985: Drew Roberts, esquiador alpino estadounidense.
- 1985: Bruno Rodrigo, futbolista brasileño.
- 1985: Fatimatou Sacko, jugadora de baloncesto francesa.
- 1985: Olga Serjabkina, cantautora y bailarina rusa.
- 1985: Hitomi Yoshizawa, cantante japonesa.
- 1986: Joni Aho, futbolista finlandés.
- 1986: Ayano Yamamoto, actriz de voz japonesa.
- 1986: Reynaldo Anderson, futbolista panameño.
- 1986: Brad Brach, jugador de béisbol estadounidense.
- 1986: Paweł Cieślik, ciclista de ruta polaco.
- 1986: Blerim Džemaili, futbolista suizo.
- 1986: Anne-Sophie Franck, actriz y modelo francesa.
- 1986: Marcel Granollers, tenista español.
- 1986: Andrij Hrynčenko, futbolista ucraniano.
- 1986: Errol Kerr, esquiador alpino y esquiador de estilo libre estadounidense.
- 1986: Jorge Kindelán, futbolista cubano.
- 1986: Lorena Gómez, cantante española.
- 1986: Athena Lundberg, modelo estadounidense.
- 1986: Matt McGorry, actor estadounidense.
- 1986: Josip Mikulić, futbolista bosnio.
- 1986: Jonathan Pitroipa, futbolista burkinés.
- 1986: Oleksii Polianski, entrenador y jugador de fútbol ucraniano.
- 1986: Giorgio Poi, cantautor, multiinstrumentista y productor discográfico italiano.
- 1986: Matías Porcari, futbolista argentino.
- 1986: Ihor Tchaikovsky, futbolista ucraniano.
- 1986: Jay Robert Thomson, ciclista de ruta sudafricano.
- 1986: Jigme Wangchuck, príncipe butanés.
- 1986: Lara Wolters, política holandesa.
- 1986: Sinem Yıldız, jugadora de voleibol turca.
- 1987: Luiz Adriano, futbolista brasileño.
- 1987: Aleksandr Bryukhankov, triatleta ruso.
- 1987: Brooklyn Decker, modelo y actriz estadounidense.
- 1987: Louis Delmas, jugador de fútbol americano.
- 1987: Orlando Franklin, jugador canadiense de fútbol americano.
- 1987: Ilana Glazer, actriz, comediante y productora de cine estadounidense.
- 1987: Shawn Gore, futbolista canadiense.
- 1987: Shawna Lenee, actriz porno estadounidense.
- 1987: Mike Manning, actor, productor de cine y personalidad televisiva estadounidense.
- 1987: Josh McCrone, jugador de la liga de rugby australiana.
- 1987: Valentine Nelson, futbolista papú.
- 1987: Ami Oreiller, esquiadora alpina suiza.
- 1987: Michael Roll, jugador de baloncesto estadounidense.
- 1987: Yendrick Ruiz, futbolista costarricense.

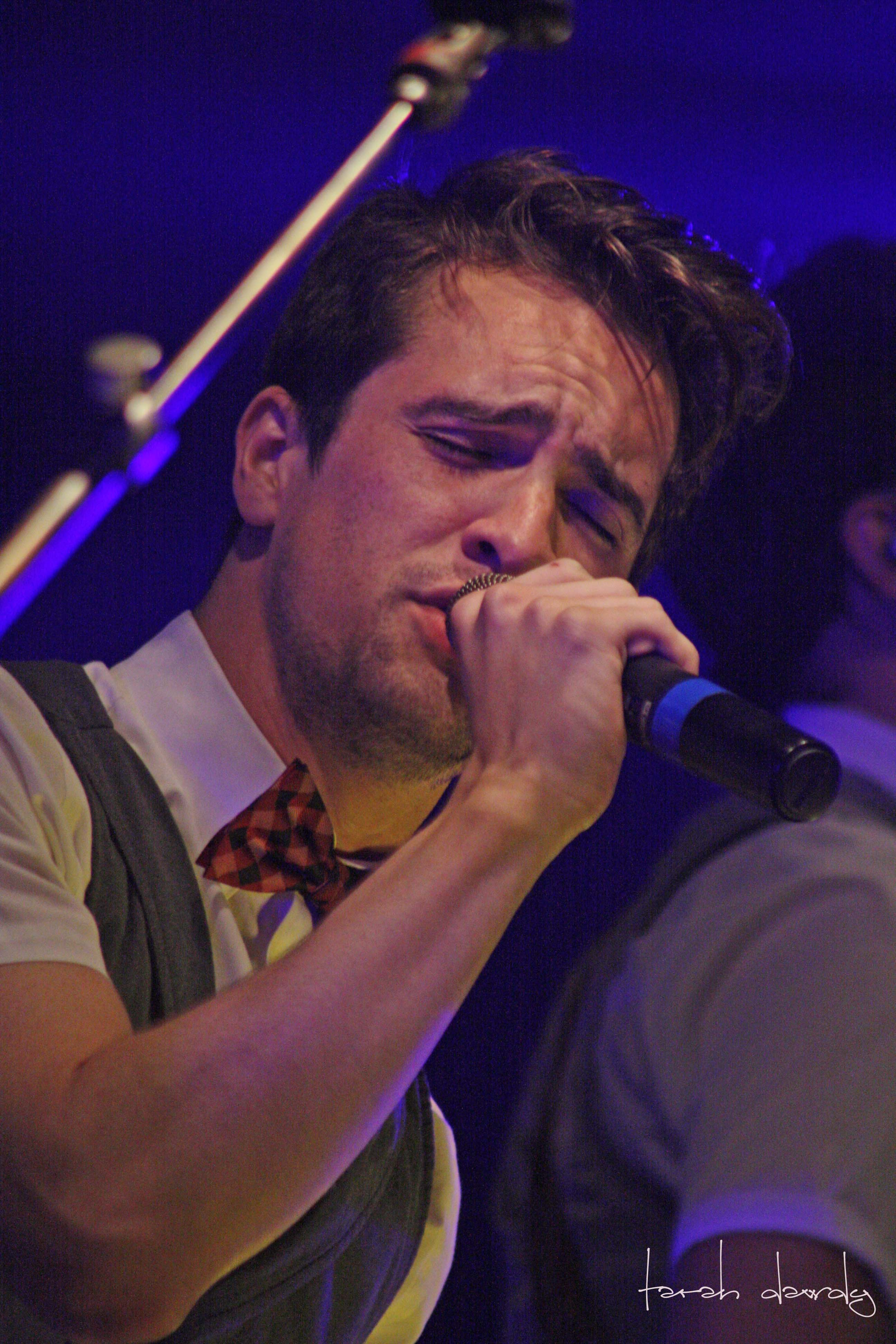
Brendon Urie

- 1987: Brendon Urie, cantante, compositor, músico y multiinstrumentista estadounidense, líder de la banda Panic! at the Disco.
- 1987: Yōhei Fukumoto, futbolista japonés.
- 1988: Faruh Abitov, futbolista kirguís.
- 1988: Ricky Álvarez, futbolista argentino.
- 1988: Nicolas Andrade, futbolista brasileño.
- 1988: Pierre Bengtsson, futbolista sueco.
- 1988: Stephen Brogan, futbolista británico-inglés.
- 1988: Ryan Brooks, jugador de baloncesto estadounidense.
- 1988: Cristina Bujin, triple jugadora rumana.
- 1988: Amedeo Calliari, futbolista italiano.
- 1988: Choi Bo-kyung, futbolista surcoreano.
- 1988: Tone Damli, cantante noruego.
- 1988: Jessie James Decker, cantautora estadounidense.
- 1988: Stefano Desimoni, beisbolista italiano.
- 1988: Edder Farías, futbolista venezolano.
- 1988: Pərdis Fərcad-Azad, futbolista azerbaiyano.
- 1988: Joe Garner, futbolista inglés.
- 1988: Tim Heubach, futbolista alemán.
- 1988: Huỳnh Phúc Hiệp, futbolista vietnamita.
- 1988: Jessie James, cantante estadounidense.
- 1988: Rvssian, productor discográfico, compositor, cantante y empresario jamaicano.
- 1988: Kelvin Lewis, jugador de baloncesto estadounidense.
- 1988: Yannick Sagbo, futbolista francés.
- 1988: Tommy Schmid, esquiador combinado nórdico suizo.
- 1988: Nate Solder, jugador de fútbol americano.
- 1988: Lisa Unruh, arquera alemana.
- 1988: Momen Zakaria, futbolista egipcio.
- 1988: Zhang Hong, patinador de velocidad chino.
- 1989: Rolando Algandona, futbolista panameño.
- 1989: Sadat Bukari, futbolista ghanés.
- 1989: Troy Doris, tripleista estadounidense.
- 1989: Timo Gebhart, entrenador y jugador de fútbol alemán.
- 1989: Sylvain Graglia, futbolista francés.
- 1989: Ádám Hanga, baloncestista húngaro.
- 1989: Antonia Iacobescu, cantante, bailarina y modelo rumana.
- 1989: Pedro Hernández, beisbolista venezolano.
- 1989: Antonia Iacobescu, cantante rumana.
- 1989: ILoveMakonnen, cantante, rapero y productor discográfico estadounidense.
- 1989: Léo Itaperuna, futbolista brasileño.
- 1989: Antti Kanervo, jugador de baloncesto finlandés.
- 1989: Douglas Maia, futbolista brasileño.
- 1989: Travis Mills, rapero, actor y modelo estadounidense.
- 1989: Miguel Ángel Ponce, futbolista mexicano.
- 1989: Giuseppe Paternò Raddusa, guionista italiano.
- 1989: Ryan Richter, entrenador y jugador de fútbol estadounidense.
- 1989: Gilda Sansone, modelo italiana.
- 1989: Valentin Stocker, futbolista suizo.
- 1989: DeAngelo Tyson, jugador de fútbol americano.
- 1989: Vegetta777 (Samuel de Luque), youtuber español.
- 1989: Kaitlyn Weaver, bailarina sobre hielo canadiense-estadounidense.
- 1989: Kaitlyn Weaver, bailarina de hielo estadounidense.
- 1990: Antonio Alkana, vallista y velocista sudafricano.
- 1990: Hollie Avil, triatleta británica.
- 1990: Hannah Dunne, actriz estadounidense.
- 1990: Ciryl Gane, artista marcial mixto francés.
- 1990: Francesca Halsall, nadadora británico-inglesa.
- 1990: Hiroki Sakai, futbolista japonés.
- 1990: Senad Husić, futbolista bosnio.
- 1990: Stanley Jean-Baptiste, jugador estadounidense de fútbol americano.
- 1990: Filip Jönsson, jugador de fútbol americano sueco.
- 1990: Annika Kukkonen, futbolista y entrenadora de fútbol finlandesa.
- 1990: Evgeny Kuznetsov, buceador ruso.
- 1990: Uroš Ljubomirac, futbolista serbio.
- 1990: Amarhadžy Mahamedaŭ, luchador bielorruso.
- 1990: Jamie Muscato, actor de teatro y cantante británico.
- 1990: Andreas Nilsson, jugador de balonmano sueco.
- 1990: Nick Perry, jugador de fútbol americano.
- 1990: Eline Powell, actriz belga.
- 1990: Daryl Richardson, jugador de fútbol americano.
- 1990: Carlos Gabriel Rodríguez, futbolista panameño.
- 1990: Lauriane Rougeau, jugadora canadiense de hockey sobre hielo.
- 1990: Hiroki Sakai, futbolista japonés.
- 1990: Robbin Sellin, futbolista sueco.
- 1990: Serhij Šestakov, futbolista ucraniano.
- 1990: Tyshawn Taylor, jugador de baloncesto estadounidense.
- 1990: Simon Thomas, futbolista canadiense.
- 1990: Eetu Vähäsöyrinki, atleta finlandesa de combinada nórdica.
- 1990: Dustin Ware, jugador de baloncesto estadounidense.
- 1990: Hadas Yaron, actriz israelí.
- 1990: Philipp Zulechner, futbolista austríaco.
- 1991: Bojan Aleksić, futbolista serbio.
- 1991: Felipe Berchesi, rugbista uruguayo.
- 1991: Fabien Boyer, futbolista francés.
- 1991: Lionel Carole, futbolista francés.
- 1991: Stefan Cebara, futbolista canadiense.
- 1991: Jack Cooley, jugador de baloncesto estadounidense.
- 1991: Marcello Falzerano, futbolista italiano.
- 1991: Arles Flores, futbolista venezolano.
- 1991: Jackson Ferreira Silvério, futbolista brasileño.
- 1991: Daisuke Kikuchi, futbolista japonés.
- 1991: Torey Krug, jugador estadounidense de hockey sobre hielo.
- 1991: Liu Shiwen, jugador de tenis de mesa chino.
- 1991: Steven Luštica, futbolista australiano.
- 1991: Nicolás Miracco, futbolista argentino.
- 1991: Ryōta Morioka, futbolista japonés.
- 1991: Oliver Norwood, futbolista internacional norirlandés nacido en Inglaterra.
- 1991: Magnus Pääjärvi, jugador sueco de hockey sobre hielo.
- 1991: Ashley Richards, futbolista galesa.
- 1991: Jazz Richards, futbolista internacional británico-galés.
- 1991: Francesca Sampietro, futbolista italiana.
- 1991: Angelo Schininà, futbolista italiano de fútbol sala.
- 1991: Eldorbek Suyunov, futbolista uzbeko.
- 1992: Mohammad Al-Dawud, futbolista jordano.
- 1992: Bispo, rapero portugués.
- 1992: Giorgio Cantarini, actor italiano.
- 1992: Chad le Clos, nadador sudafricano.
- 1992: Daniele Donnarumma, futbolista italiano.
- 1992: Vitalij Dunajcev, boxeador ruso.
- 1992: Vasilij Egorov, boxeador ruso.
- 1992: Franklin Guerra, futbolista ecuatoriano.
- 1992: Sara Jemai, lanzadora de jabalina italiana.
- 1992: Anastasios Lagos, futbolista griego.
- 1992: Adrián Luna, futbolista uruguayo.
- 1992: MadeinTYO, rapero y compositor estadounidense.
- 1992: David Mawutor, futbolista ghanés.
- 1992: Darko Micevski, futbolista macedonio.
- 1992: Antonello Ricci, baloncestista italiano.
- 1992: Rebin Sulaka, futbolista iraquí.
- 1992: Alyssa Thomas, jugadora de baloncesto estadounidense.
- 1992: Agata Trzebuchowska, actriz, guionista y directora polaca.
- 1993: Janet Amponsah, velocista ghanesa.
- 1993: Robin Anderson, tenista estadounidense.
- 1993: Jordan Archer, futbolista británico-inglés-escocés.
- 1993: Harrison Ball, bailarín, actor y coreógrafo estadounidense.
- 1993: Konstantin Bazeljuk, futbolista ruso.
- 1993: Nevena Damjanović, futbolista serbia.
- 1993: César Fuentes, futbolista chileno.
- 1993: Tara Geraghty-Moats, biatleta, saltadora de esquí y atleta combinada nórdica estadounidense.
- 1993: Dorial Green-Beckham, jugador de fútbol americano.
- 1993: Tix, cantante y productor discográfico noruego.
- 1993: Carl Nassib, jugador de fútbol americano.
- 1993: Ryan Nugent-Hopkins, jugador canadiense de hockey sobre hielo.
- 1993: Lander Olaetxea, futbolista español.
- 1993: Carl Winchester, futbolista norirlandés.
- 1993: Zeng Yingying, bailarina china.
- 1994: Lorena Andrea, actriz británica.
- 1994: Eric Bailly, futbolista marfileño.
- 1994: Julie Bergan, cantante noruega.
- 1994: Adam Butler, jugador de fútbol americano.
- 1994: Milen Gamakov, futbolista búlgaro.
- 1994: Yannick Bangala Litombo, futbolista de la República Democrática del Congo.
- 1994: Javier Marín, baloncestista español.
- 1994: Nikolina Milić, baloncestista bosnia.
- 1994: Brandon O'Neill, futbolista australiano.
- 1994: Isabelle Drummond, actriz y cantante brasileña.
- 1994: Park Jeong-su, futbolista surcoreano.
- 1994: Anastasiya Petryshak, violinista ucraniana.
- 1994: Aleksandr Povarnitsyn, biatleta ruso.
- 1994: Guido Rodríguez, futbolista argentino.

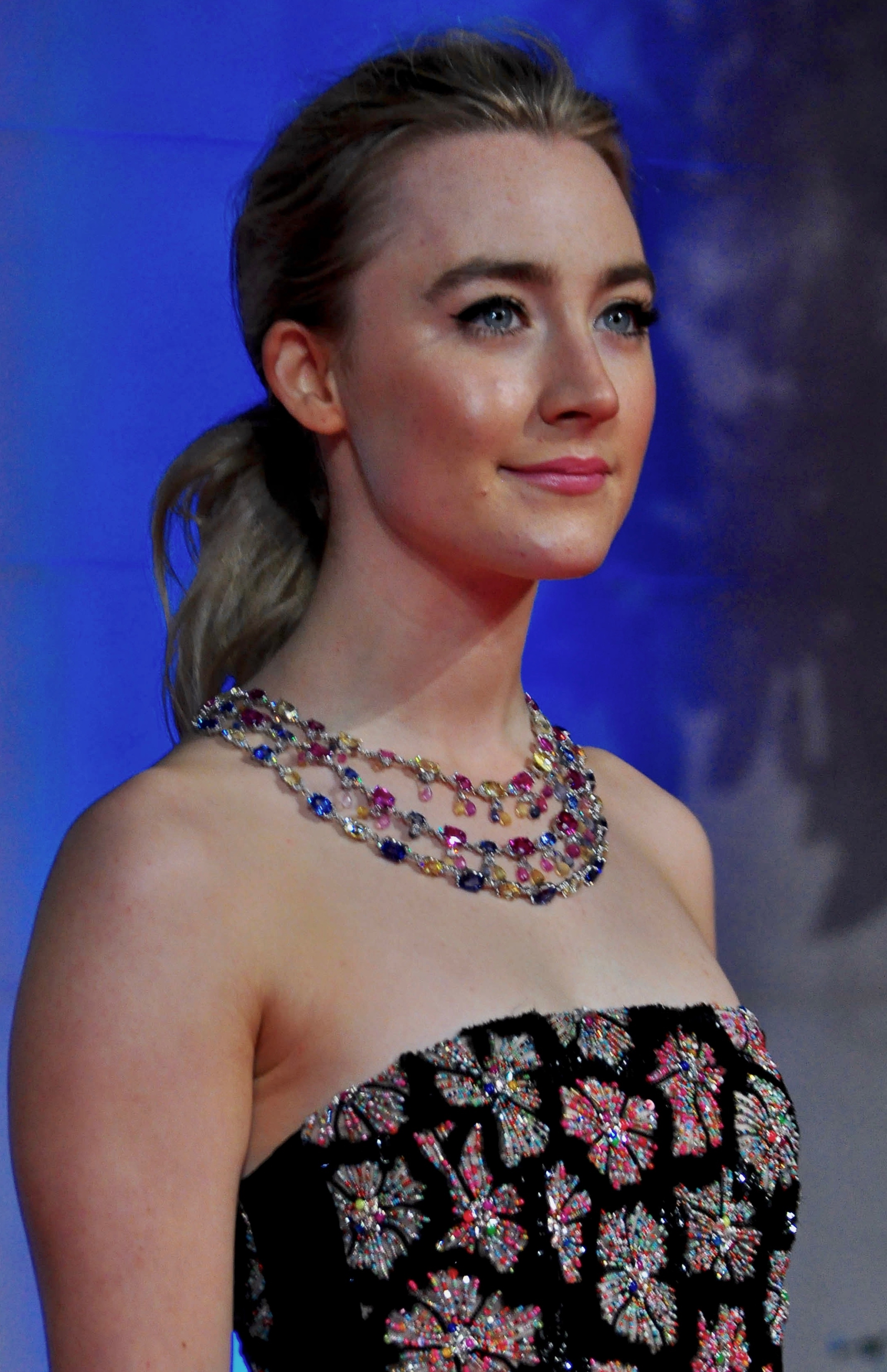
Saoirse Ronan

- 1994: Saoirse Ronan, actriz irlandesa.
- 1994: Derrick Sasraku, futbolista ghanés.
- 1994: Sehun (Oh Se-hun), cantautor, modelo, rapero, bailarín y actor surcoreano, miembro del grupo EXO.
- 1994: Robin Summa, artista, actor y escritor francés.
- 1994: Airi Suzuki, modelo, cantante y actriz japonesa.
- 1994: Sem Verbeek, tenista neerlandés.
- 1994: Maxx Williams, jugador de fútbol americano.
- 1995: Jennifer Brady, tenista estadounidense.
- 1995: Alexander Braunsperger, jugador de fútbol americano alemán.
- 1995: Mara Bâtea, futbolista rumana.
- 1995: Pedro Cachin, tenista argentino.
- 1995: Álvaro Cuadros, ciclista de ruta español.
- 1995: John Dawson, jugador de baloncesto estadounidense.
- 1995: Wladimiro Falcone, futbolista italiano.
- 1995: Przemysław Frankowski, futbolista polaco.
- 1995: Elena Funari, actriz italiana.
- 1995: Gal Gilinski, jugador de baloncesto israelí.
- 1995: Rodrigo González Cárdenas, futbolista mexicano.
- 1995: Dener Gonçalves Pinheiro, futbolista brasileño.
- 1995: Ole Erik Midtskogen, futbolista noruego.
- 1995: Matthew Orzech, jugador de fútbol americano.
- 1995: Arianna Ozimo, futbolista italiana.
- 1995: Justin Robinson, jugador de baloncesto estadounidense.
- 1995: Saimon Sutt, jugador de baloncesto estonio.
- 1995: Melissa Venema, trompetista holandesa.
- 1995: Lorenzo Venuti, futbolista italiano.
- 1995: Taras Zavijs'kyj, futbolista ucraniano.
- 1996: Jan Bednarek, futbolista polaco.
- 1996: Matteo Berrettini, tenista italiano.
- 1996: Aaron Blunck, esquiador de estilo libre estadounidense.
- 1996: Desonta Bradford, baloncestista estadounidense.
- 1996: Uzur Dzhuzupbekov, luchador kirguís.
- 1996: Devlin Hodges, jugador de fútbol americano.
- 1996: Elizaveta Kulichkova, tenista rusa.
- 1996: Rinalds Malmanis, baloncestista letón.
- 1996: Vanessa Marques, futbolista portuguesa.
- 1996: Justin Mathieu, futbolista neerlandés.
- 1996: Nguyễn Văn Toàn, futbolista vietnamita.
- 1996: Martina Perruchon, esquiadora alpina italiana.
- 1996: Ylber Ramadani, futbolista albanés.
- 1996: Anton Salétros, futbolista sueco.
- 1997: Romain Cannone, esgrimista francés.
- 1997: Andreis Cigaņiks, futbolista letón.
- 1997: D. J. Funderburk, baloncestista estadounidense.
- 1997: Martins Igbanu, baloncestista nigeriano.
- 1997: Christopher McVey, futbolista sueco.
- 1997: Aura Muzzo, jugadora italiana de rugby 15.
- 1997: Shahar Nakav, futbolista israelí.
- 1997: Nguyễn Quang Hải, futbolista vietnamita.
- 1997: Katelyn Ohashi, gimnasta estadounidense.
- 1997: Paul Marque, bailarín francés.
- 1997: André Pedrosa, futbolista portugués.
- 1997: Alejandro Prendes, futbolista español.
- 1997: Erlend Segberg, futbolista noruego.
- 1997: Nils Stump, judoka suizo.
- 1997: Ammar Taifour, futbolista sudanés.
- 1997: Stephanie Watts, jugadora de baloncesto estadounidense.
- 1998: José Alvarado, baloncestista puertorriqueño.
- 1998: Haruki Arai, futbolista japonés.
- 1998: André Franco, futbolista portugués.
- 1998: Rotem Hatuel, futbolista israelí.
- 1998: Junya Ito, futbolista japonés.
- 1998: Virág Kiss, baloncestista húngaro.
- 1998: Paulo Londra, rapero y cantante argentino.
- 1998: Santiago Longo, futbolista argentino.
- 1998: Nada Meawad, jugadora de voleibol egipcia.
- 1998: Aivengo Rik'adze, luchador georgiano.
- 1998: Yōsuke Watanuki, tenista japonés.
- 1999: Rafael Elias, futbolista brasileño.
- 1999: Darya Chikunova, nadadora rusa.
- 1999: Aya Furukawa, actriz japonesa.
- 1999: Enyinnaya Godswill, futbolista nigeriano.
- 1999: Camilla Huseby, futbolista noruego.
- 1999: Carolin Lippert, esquiadora alpina alemana.
- 1999: Clech Loufilou, futbolista gabonés.
- 1999: Damarri Mathis, jugador estadounidense de fútbol americano.
- 1999: Marcos Mina, futbolista colombiano.
- 1999: Dante Pagez, productor discográfico argentino.
- 1999: Matthew Richardson, ciclista australiano.
- 1999: Teresa Runggaldier, esquiadora alpina italiana.
- 1999: S1mba, rapero zimbabuense.
- 1999: Adrián Slávik, futbolista eslovaco.
- 1999: Stanley Umude, baloncestista estadounidense.
- 1999: Denys Ustymenko, futbolista ucraniano.
- 1999: Elliot Vaillancourt, esquiador canadiense de estilo libre.
- 1999: Alisher Yergali, luchador kazajo.
- 2000: Yasir Abdullah, jugador de fútbol americano estadounidense.
- 2000: Charles Abi, futbolista francés.
- 2000: Nadia Battocletti, corredora de media distancia y atleta italiana.
- 2000: Fabrizio Caligara, futbolista italiano.
- 2000: Romildo Del Piage, futbolista brasileño.
- 2000: Marlene Galandi, yudoca alemana.
- 2000: Ron Harper Jr., baloncestista estadounidense.
- 2000: Illian Hernández, futbolista mexicano.
- 2000: David Hogg, activista estadounidense.
- 2000: Aleksa Janković, futbolista serbio.
- 2000: Sophia Kleinherne, futbolista alemana.
- 2000: Nhâm Mạnh Dũng, futbolista vietnamita.
- 2000: Friedrich Moch, esquiador de fondo alemán.
- 2000: Hayato Murotsu, futbolista japonés.
- 2000: Joseph Ossai, jugador de fútbol americano nigeriano.
- 2000: Diego Páez, futbolista colombiano.
- 2000: Jordi Pola, futbolista español.
- 2000: Mariya Sótskova, patinadora artística rusa.
- 2000: Kamila Stormowska, patinadora polaca en pista corta.
- 2000: Samuel Suľa, futbolista eslovaco.
- 2000: Manuel Turizo, cantante colombiano.
- 2000: Teya, cantante austríaca.
- 2000: Arshad Al-Alawi, futbolista omaní.
- 2001: Gora Camara, jugador de baloncesto senegalés.
- 2001: Leon Dajaku, futbolista alemán.
- 2001: Oh Hyeon-gyu, futbolista surcoreano.
- 2001: Álex Forés, futbolista español.
- 2001: Drake Jackson, jugador de fútbol americano.
- 2001: Kotaro Kiyooka, luchador japonés.
- 2001: Enric Llansana, futbolista holandés.
- 2001: Oh Hyeon-gyu, futbolista surcoreano.
- 2001: Anthony Oyono, futbolista francés.
- 2001: Jérémy Oyono, futbolista francés.
- 2001: Xander Severina, futbolista neerlandés.
- 2001: Brandon Smith, jugador de fútbol americano.
- 2001: Anna Twardosz, saltadora de esquí polaca.
- 2001: Andrew Urlaub, saltador de esquí estadounidense.
- 2001: Tegan Wold, esquiadora alpina estadounidense.
- 2002: Giorgio Cittadini, futbolista italiano.
- 2002: Alida van Daalen, deportista holandesa.
- 2002: Fernand Gouré, futbolista marfileño.
- 2002: Ariel Hukporti, jugador de baloncesto alemán.
- 2002: Michal Kukučka, futbolista eslovaco.
- 2002: Justin Lewis, jugador de baloncesto estadounidense.
- 2002: Joella Lloyd, velocista del Antiguo-Barbudo.
- 2002: Robert Navarro, futbolista español.
- 2002: Gabriel Pirani, futbolista brasileño.
- 2002: Arouna Sangante, futbolista senegalés.
- 2003: Peter DaCunha, actor canadiense.
- 2003: Simon Ngapandouetnbu, futbolista camerunés.
- 2003: Omar Salim, taekwondoka estadounidense.
- 2003: Jabes Saralegui, futbolista argentino.
- 2004: Kitija Bogdanova, corredora de trineo letona.
- 2004: Kim Je-deok, arquero surcoreano.
- 2004: Noah Kibet, corredor de media distancia keniano.
- 2004: Martín Tejón, futbolista español.
- 2005: Claudia Hollingsworth, corredora de media distancia australiana.
- 2007: Luis Otávio, futbolista brasileño.
- 2009: Frida, perrita rescatista mexicana (f. 2022).

## Fallecimientos
- 45 a. C.: Cneo Pompeyo el Joven, general y político romano (n. 75 a. C.), hijo de Pompeyo el Grande.
- 46 a. C.: Catón el Joven (Marcus Porcius Cato Uticense), político, militar y escritor romano (n. 95 a. C.).
- 65: Séneca, filósofo hispanorromano, condenado al suicidio por el emperador Nerón (n. 4).
- 238: Gordiano II (46), emperador romano (n. 192), hijo del emperador Gordiano I; muerte en batalla en Cartago.
- 238: Gordiano I (80), emperador romano (n. 159); suicidio debido a la noticia de la muerte en batalla de su hijo Gordiano II.
- 352: Julio I, 35.º papa romano entre 337 y 352 (n. 280), pontificó que Jesucristo nació el 25 de diciembre; canonizado por la Iglesia católica.
- 371: Zenón de Verona, obispo romano y santo (n. 300).
- 434: Maximiano, arzobispo de Constantinopla entre 431 y 434 (n. 390).
- 742: Erchembodon de Thérouanne, obispo irlandés.
- 880: Carlomán de Baviera, rey alemán (n. 830).
- 901: Eudokia Baïana, emperatriz bizantina y esposa de León VI el Sabio.
- 1050: Alferio Pappacarbone, abad italiano (n. 930).
- 1085: Berta de Blois, aristócrata («duquesa») francesa.
- 1111: Bertoldo II de Zähringen, aristócrata alemán (n. 1050).
- 1116: Rikissa de Polonia, aristócrata polaca.
- 1125: Ladislao el Póstumo, aristócrata («duque de Bohemia») checo-bohemio (n. 1065).
- 1167: Carlos VII, rey sueco (n. 1130).
- 1178: Sebastiano Ziani, comerciante, político y diplomático italiano.
- 1212: Vsévolod III, aristócrata («príncipe de Vladímir») ruso (n. 1154).
- 1237: Berenguela de León, princesa (n. 1204).
- 1258: Margarita de Borbón-Dampierre, aristócrata («reina de Navarra» y «condesa de Champaña») navarra (n. 1211).
- 1262: Roberto II de Auvernia, aristócrata («delfín») francés.
- 1307: Humberto I de Viennois, aristócrata francés (n. 1240).
- 1312: Rizzardo IV da Camino, líder y aristócrata italiano (n. 1274).
- 1411: Roberto I de Bar, aristócrata francés (n. 1344).
- 1415: Valéran III de Luxemburgo-Ligny, aristócrata («conde») francés.
- 1439: Juan I de Silesia, aristócrata polaco (n. 1385).
- 1443: Henry Chichele, arzobispo británico-inglés (n. 1364).
- 1469: Peter von Schaumberg, cardenal alemán (n. 1388).
- 1487: Rodolfo de Hochberg, aristócrata suizo (n. 1427).
- 1495: Benedetto da Cingoli, poeta italiano.
- 1500: Leonardo de Goricia, aristócrata («conde de la Casa de Goricia») esloveno (n. 1440).
- 1503: Marietta de Patras, aristócrata griega.
- 1506: Samhudi, historiador y jurista egipcio (n. 1440).
- 1522: Piero di Cosimo, pintor italiano.
- 1530: Juana La Beltraneja, princesa de Castilla (n. 1462).
- 1534: Lucrezia Crivelli, italiano.
- 1541: Georges de Selve, obispo católico francés (n. 1508).
- 1550: Claudio I de Guisa, aristócrata («duque de Guisa») y militar francés (n. 1496).
- 1555: Juana la Loca, reina de Castilla y Aragón (n. 1479).
- 1566: Gonzalo Pérez, político español (n. 1500).
- 1573: Ferrante Loffredo, marqués italiano (n. 1501).
- 1579: Jean de Montluc, obispo católico francés (n. 1508).
- 1602: Nicolaus Reusner, jurista y editor alemán (n. 1545).
- 1606: Diego Romano y Gobea, obispo católico español (n. 1538).
- 1631: Maeda Nagatane, militar japonés (n. 1550).
- 1638: Amakusa Shirō, militar japonés (n. 1621).
- 1639: Robert Carey, aristócrata («1.º conde de Monmouth») y político inglés (n. 1560).
- 1640: Bruno Bruni, jesuita y misionero italiano (n. 1590).
- 1648: Catalina Bélgica de Nassau, princesa neerlandesa (n. 1578).
- 1670: Scipione Pannocchieschi, cardenal y arzobispo católico italiano (n. 1598).
- 1670: Jirjis Rizqallah, patriarca católico libanés.
- 1672: Giselda Zamoyska, princesa polaca (n. 1623).
- 1675: Richard Bennett, político británico-inglés (n. 1609), gobernador colonial de Virginia.
- 1678: Thomas Stanley, escritor y traductor inglés (n. 1625).
- 1681: Pietro Paolini, pintor italiano (n. 1603).
- 1684: Nicola Amati, fabricante de instrumentos y empresario italiano (n. 1596).
- 1687: Ambrose Dixon, militar anglo-estadounidense (n. 1619).
- 1695: Jean-Baptiste Corneille, pintor, grabador y profesor francés (n. 1649).
- 1704: Jacques-Bénigne Bossuet, obispo y teólogo francés (n. 1627).
- 1706: Thomas Howard, aristócrata («3.º conde de Berkshire») y político británico-inglés (n. 1619).
- 1710: Marcello Durazzo, cardenal y arzobispo católico italiano (n. 1633).
- 1715: John Keith, aristócrata («1.º conde de Kintore») británico-escocés (n. 1630).
- 1715: Thomas Wharton, aristócrata («1.º marqués de Wharton») y político británico-inglés (n. 1648).
- 1722: Antonio Zanchi, pintor italiano (n. 1631).
- 1725: Giovan Battista Foggini, escultor y arquitecto italiano (n. 1652).
- 1726: Vincenzo Olivicciani, cantante castrato italiano (n. 1647).
- 1729: Louis Pécour, bailarín y coreógrafo francés (n. 1653).
- 1732: Giulio Cesare Compagnoni, obispo católico italiano (n. 1675).
- 1735: Nicola Gaetano Spinola, cardenal y arzobispo católico italiano (n. 1659).
- 1736: Thomas Sebright, cuarto baronet, político británico-inglés (n. 1692).
- 1743: Augustine Washington, militar británico (n. 1694).
- 1746: Grigory Ivanovich Orlov, militar y político ruso (n. 1685).
- 1748: William Kent, arquitecto, decorador y pintor británico-inglés, diseñó el Holkham Hall y la Chiswick House (n. 1685).
- 1751: Sigismund von Kollonitz, cardenal y arzobispo católico austríaco (n. 1676).
- 1763: Giuseppe Spinelli, cardenal y arzobispo católico italiano (n. 1694).
- 1768: Claude Rabuel, matemático y jesuita francés (n. 1668).
- 1770: Cesare Ligari, pintor italiano (n. 1716).
- 1775: William Kerr, aristócrata («4.º marqués de Lothian»), político y oficial británico-escocés (n. 1710).
- 1777: Claude-Prosper Jolyot de Crébillon, escritor francés (n. 1707).
- 1781: Francesco Antonio La Fornara, cantante italiano (n. 1706).
- 1782: Pietro Metastasio, escritor, poeta, libretista, dramaturgo y compositor italiano (n. 1698).
- 1784: Joseph Raulin, ginecólogo y médico francés (n. 1708).
- 1785: Cristina Antonia Somis, cantante italiana (n. 1704).
- 1788: Giambattista Albertini, diplomático y político italiano (n. 1717).
- 1788: Carlo Antonio Campioni, compositor franco-italiano (n. 1719).
- 1788: Carlo Giuseppe Toeschi, violinista y compositor alemán (n. 1731).
- 1790: Johann Jacob Ferber, mineralogista sueco (n. 1743).
- 1795: Johann Kaspar Basselet von La Rosée, general bávaro (n. 1710).
- 1796: Philibos Boutros El Gemayel, patriarca católico libanés.
- 1806: Louis-Alexandre de Cessart, ingeniero francés (n. 1719).
- 1806: Johann Gottfried Hasse, filósofo y teólogo alemán (n. 1759).
- 1806: Giuseppe Mayno, bandido italiano (n. 1780).
- 1809: Scipione Piattoli, escritor, político y sacerdote italiano (n. 1749).
- 1811: D'Ewes Coke, filántropo y sacerdote británico-inglés (n. 1747).
- 1813: Jean François Carteaux, general y pintor francés (n. 1751).
- 1814: Charles Burney, historiador de música, compositor y organista británico (n. 1726).
- 1815: Sergei Alexandrovich Menshikov, aristócrata y oficial ruso (n. 1746).
- 1817: Charles Messier, astrónomo y académico francés (n. 1730).
- 1820: Arthur Young, escritor y ensayista británico-inglés (n. 1741).
- 1824: Thomas Hall, pastor protestante estadounidense (n. 1750).
- 1825: Anna Ivanovna Barjatinskaja, aristócrata rusa (n. 1772).
- 1827: Frederica Augusta Sophie de Anhalt-Bernburg, aristócrata alemana (n. 1744).
- 1827: Michele Troja, médico y oftalmólogo italiano (n. 1747).
- 1828: Samuel Frederick Gray, botánico británico (n. 1766).
- 1830: Christian Wilhelm Ahlwardt, filólogo clásico alemán (n. 1760).
- 1834: Isabella Ingram, aristócrata británica (n. 1759).
- 1837: Giovanni Rasori, patólogo, traductor y patriota italiano (n. 1766).
- 1838: Johann Adam Möhler, teólogo alemán (n. 1796).
- 1839: Mario Gemmellaro, naturalista y geólogo italiano (n. 1773).
- 1850: Adoniram Judson, lexicógrafo y misionero estadounidense (n. 1788).
- 1851: Martin Schrettinger, bibliotecario alemán (n. 1772).
- 1854: Don Pacífico, diplomático británico (n. 1784).
- 1855: Pedro Albéniz, pianista, organista y compositor español (n. 1795).
- 1856: Gaetano Recchi, político italiano (n. 1797).
- 1858: Giovanni Battista Benardelli, pintor, grabador y fotógrafo italiano (n. 1819).
- 1859: Jean-Joseph Ader, escritor, historiador y dramaturgo francés (n. 1796).
- 1859: Angiolina Bosio, soprano italiana (n. 1830).
- 1860: Ernesto I de Hohenlohe-Langenburg, príncipe alemán (n. 1794).
- 1861: Emmanuel Bailly, religioso y periodista francés (n. 1794).
- 1865: Carlo Torrigiani, político italiano (n. 1807).
- 1866: Peter Hesketh-Fleetwood, político británico-inglés (n. 1801), fundó Fleetwood.
- 1866: Mikayel Nalbandian, poeta, escritor y traductor armenio (n. 1829).
- 1867: Charles Coquerel, médico y entomólogo francés (n. 1822).
- 1867: David Canabarro, general brasileño (n. 1796).
- 1868: James Gascoyne-Cecil, segundo marqués de Salisbury, aristócrata y político británico (n. 1791).
- 1869: Ida de Waldeck y Pyrmont, princesa alemana (n. 1796).
- 1870: Adolf Wuttke, teólogo alemán (n. 1819).
- 1871: Pierre Leroux, editor, filósofo y político francés (n. 1797).
- 1872: Nikolaos Mantzaros, compositor y teórico griego (n. 1795).
- 1875: Philipp von Brunnow, político ruso (n. 1797).
- 1877: Juan Bautista Gill, político paraguayo (n. 1840).
- 1877: Giovanni Orlandini, editor, militar y patriota italiano (n. 1804).
- 1878: William M. Tweed, abogado y político estadounidense (n. 1823).
- 1879: Richard Taylor, político confederado (esclavista) y general estadounidense (n. 1826).
- 1879: Hippolyte de Villemessant, periodista francés (n. 1810).
- 1881: José Luis Gómez Sánchez, jurista y político peruano (n. 1799).
- 1884: Federico Salomone, patriota y político italiano (n. 1825).
- 1885: William Crowther, político neerlandés-australiano, 14.º primer ministro de Tasmania (n. 1817).
- 1887: Gottfried von Neureuther, arquitecto alemán (n. 1811).
- 1888: Ludwig Nobel, empresario, ingeniero y filántropo sueco (n. 1831).
- 1890: Giovanni Bianchetti, político italiano (n. 1809).
- 1890: Enrico Castellano, político italiano (n. 1825).
- 1890: Giuseppina Giovanelli, actriz de teatro italiana (n. 1848).
- 1891: Cecilia de Baden, princesa (n. 1839).
- 1891: Robert Waterman, político estadounidense (n. 1826).
- 1892: Tito Chelazzi, pintor italiano (n. 1834).
- 1894: Joseph Vigier, fotógrafo francés (n. 1821).
- 1895: Paul Chenavard, pintor francés (n. 1808).
- 1896: Carl Humann, ingeniero alemán (n. 1839).
- 1896: Alexander Ritter, violinista y compositor alemán (n. 1833).
- 1897: Edward Drinker Cope, paleontólogo, herpetólogo e ictiólogo estadounidense (n. 1840).
- 1898: Elzéar-Alexandre Taschereau, cardenal y arzobispo católico canadiense (n. 1820).
- 1899: Henry Becque, escritor francés (n. 1837).
- 1900: Tomás Gomensoro, presidente uruguayo (n. 1810).
- 1902: Marie Alfred Cornú (61), físico y académico francés (n. 1841).
- 1903: Syrius Eberle, escultor y profesor alemán (n. 1844).
- 1905: Giuseppe Gariboldi, flautista, compositor y director de orquesta italiano (n. 1830).
- 1906: Mahesh Chandra Niaiaratna Bhattacharya, erudito, académico y filántropo indio (n. 1836).
- 1906: Abd al-Aziz bin Mit'ab, emir saudí (n. 1870).
- 1908: Hartwig Derenbourg, orientalista, historiador y traductor francés (n. 1844).
- 1908: Charles Adelle Lewis Totten, militar y escritor estadounidense (n. 1851).
- 1909: Bartolomeo Giuliano, pintor italiano (n. 1825).
- 1910: Robert Giffen, economista y estadístico británico-escocés (n. 1837).
- 1910: William Graham Sumner, sociólogo estadounidense (n. 1840).
- 1912: Clara Barton, enfermera, maestra y humanitaria estadounidense (n. 1821), fundó la Cruz Roja Estadounidense.
- 1912: Janez Mencinger, escritor esloveno (n. 1838).
- 1912: Giulio Rossi, futbolista italiano (n. 1974).
- 1915: Doménico Gnoli, poeta, historiador del arte y bibliotecario italiano (n. 1838).
- 1915: Kálmán Szury, futbolista húngaro (n. 1889).
- 1917: Franziskus von Bettinger, cardenal y arzobispo católico alemán (n. 1850).
- 1918: Isabella Charlet-Straton, alpinista británica (n. 1838).
- 1919: Friedrich Otto Rudolf Sturm, matemático alemán (n. 1841).
- 1920: Walter Edwards, director y actor estadounidense (n. 1870).
- 1920: Teresa de Jesús de los Andes, monja carmelita chilena (n. 1900), canonizada por la Iglesia católica.
- 1922: Spiro Dine, poeta y dramaturgo albanés (n. 1846).
- 1922: František Ondříček, violinista y compositor checo (n. 1857).
- 1922: Romualdo Palberti, abogado y político italiano (n. 1846).
- 1923: Gustav Karl Laube, geólogo y paleontólogo alemán (n. 1839).
- 1924: Vincenzo Cosenza, abogado, magistrado y político italiano (n. 1844).
- 1924: Enrico Ferri, escritor, criminólogo y político italiano (n. 1856).
- 1926: Angelo Valle, político italiano (n. 1851).
- 1927: León Denís, parapsicólogo y estafador francés (n. 1846).
- 1927: Luigi Lusignani, político italiano (n. 1877).
- 1927: Giuseppe Moscati, médico, fisiólogo, bioquímico y profesor universitario italiano (n. 1880), canonizado por la Iglesia católica.
- 1928: Adolfo Hohenstein, pintor y publicista alemán (n. 1854).
- 1929: Enrico Ferri, criminólogo, político y periodista italiano (n. 1856).
- 1931: Hermann Dessau, historiador y epigrafista alemán (n. 1856).
- 1931: Fausto Maria Martini, poeta, dramaturgo y crítico literario italiano (n. 1886).
- 1932: Silvio Zambaldi, dramaturgo italiano (n. 1870).
- 1933: Adelbert Ames, general y político estadounidense (n. 1835), 30.º gobernador del estado de Misisipi.
- 1933: Querido Moheno, abogado, político y diplomático mexicano (n. 1873).
- 1933: Zelia Nuttall, arqueóloga y etnóloga estadounidense (n. 1857).
- 1933: Gus Rodenberg, tirador con cuerda estadounidense (n. 1873).
- 1934: Thaddeus Cahill, abogado e inventor estadounidense (n. 1867).
- 1934: Horace Lamb, matemático y físico británico-inglés (n. 1849).
- 1934: Giovanni Vidari, pedagogo y traductor italiano (n. 1871).
- 1935: Douglas Cochrane, 12º conde de Dundonald, general británico (n. 1852).
- 1936: Carlos Ameghino, paleontólogo y explorador argentino (n. 1865).
- 1936: Madeleine Guitty, actriz francesa (n. 1870).
- 1936: Werner Hegemann, arquitecto y urbanista alemán (n. 1881).
- 1937: Abdülhak Hâmid Tarhan, dramaturgo y poeta turco (n. 1852).
- 1938: Serafín Álvarez Quintero, comediógrafo, dramaturgo, poeta y libretista  español (n. 1871), hermano del escritor Joaquín Álvarez Quintero]] (1873‑1944).
- 1938: Feodor Chaliapin, cantante de ópera ruso (n. 1873).
- 1938: Edgar Jepson, escritor británico-inglés (n. 1863).
- 1938: Johannes Thienemann, ornitólogo alemán (n. 1863).
- 1941: Giovanni Battista Dho, militar y político italiano (n. 1870).
- 1941: Pietro Mazzei, aviador y militar italiano (n. 1916).
- 1942: Vincenzo De Simone, poeta italiano (n. 1879).
- 1942: Egidio Gennari, político italiano (n. 1876).
- 1942: Arnold Keppel, aristócrata («8.º conde de Albemarle») político y oficial británico-inglés (n. 1858).
- 1943: Bruno Galli-Valerio, patólogo, higienista y bacteriólogo italiano (n. 1867).
- 1943: Edoardo Garbin, tenor italiano (n. 1865).
- 1943: Leonardo Mordini, diplomático e historiador italiano (n. 1867).
- 1943: Viktor Puskar, coronel estonio (n. 1889).
- 1943: Heinrich Uukkivi, futbolista estonio (n. 1912).
- 1944: Giorgio Belloni, pintor italiano (n. 1861).
- 1944: Emmanuel de Blommaert, caballero belga (n. 1875).
- 1944: Amos Calderoni, obrero y partisano italiano (n. 1925).
- 1944: Carlo Dani, ciclista de carretera, ciclista de pista y tenor italiano (n. 1873).
- 1944: Roberto Grau, ajedrecista argentino (n. 1900).
- 1944: Terzo Lori, partisano italiano (n. 1913).
- 1944: Alois Musil, arabista, explorador y escritor checo (n. 1868).
- 1944: Adolf Wagner, político alemán (n. 1890).
- 1945: Enrico Bertani, partisano italiano (n. 1919).
- 1945: Ermanno Gindoli, oficial y partisano italiano (n. 1919).
- 1945: Pietro Maset, militar y partisano italiano (n. 1911).
- 1945: Vilém Mathesius, lingüista checo (n. 1882).
- 1945: Alfred Picard, futbolista alemán (n. 1913).
- 1945: Peter Raabe, director de orquesta y compositor alemán (n. 1872).
- 1945: Domenico Rivalta, partisano italiano (n. 1910).
- 1945: Franklin D. Roosevelt, abogado y político estadounidense (n. 1882), 32.º presidente de su país entre 1933 y 1945.
- 1945: Guido Segre, empresario y funcionario italiano (n. 1881).
- 1945: Kārlis Upenieks, futbolista letón (n. 1914).
- 1945: Benvenuto Volpato, partidista y antifascista italiano (n. 1920).
- 1946: August Borms, político belga (n. 1878).
- 1946: Teizō Takeuchi, futbolista japonés (n. 1908).
- 1946: Marian Zyndram-Kościałkowski, política polaca (n. 1892).
- 1947: Gabriele Nasci, general italiano (n. 1887).
- 1947: Roberto de Wurtemberg, príncipe alemán (n. 1873).
- 1948: Curt Sjöberg, gimnasta y saltador sueco (n. 1897).
- 1948: Julio Vilamajó, arquitecto uruguayo (n. 1894).
- 1949: Rosa Chiarina Scolari, monja italiana (n. 1882).
- 1949: Virginia Vera, cantante, guitarrista, compositora y actriz argentina de origen italiano (n. 1898).
- 1950: Tito Pellicciotti, pintor italiano (n. 1871).
- 1951: Andrea Marro, cirujano italiano (n. 1872).
- 1951: Henry De Vere Stacpoole, escritor y médico irlandés (n. 1863).
- 1952: Julia Cuypers, actriz holandesa (n. 1871).
- 1953: Lionel Logue, actor, terapeuta y científico australiano (n. 1880).
- 1954: Dante Broglio, grabador y pintor italiano (n. 1873).
- 1954: Luis Cabrera Lobato, abogado y político mexicano (n. 1876).
- 1954: Boris Ivanovič Yurcev, director de cine soviético (n. 1900).
- 1954: Francisco José Múgica, militar y político mexicano (n. 1884).
- 1956: Jack Bell, futbolista, entrenador de fútbol y sindicalista británico (n. 1869).
- 1956: José Moscardó Ituarte, director general y deportivo español (n. 1878).
- 1957: Alexandre Fayollat, corredor de media distancia francés (n. 1889).
- 1957: Norman Whitley, jugador de lacrosse británico (n. 1883).
- 1958: Nicole Ladmiral, actriz francesa (n. 1930).
- 1959: James Gleason, actor y director estadounidense (n. 1882).
- 1959: Primo Mazzolari, sacerdote, escritor y partidista italiano (n. 1890).
- 1960: Giovanni Greppi, arquitecto italiano (n. 1884).
- 1960: Walter Peterhans, fotógrafo y profesor alemán (n. 1897).
- 1960: Theo Willems, arquero neerlandés (n. 1891).
- 1961: Mbarek Bekkay, político marroquí (n. 1907).
- 1962: Ron Flockhart, piloto británico-escocés de Fórmula Uno (n. 1923).
- 1962: Antoine Pevsner, escultor ruso (n. 1886).
- 1962: Nils Hellsten, esgrimista sueco (n. 1886).
- 1962: Erwin Guido Kolbenheyer, escritor, poeta y dramaturgo alemán (n. 1878).
- 1962: Anton Pevsner, escultor francés (n. 1886).
- 1963: Kazimierz Ajdukiewicz, filósofo y lógico polaco (n. 1890).
- 1963: Emilio Lavagnino, historiador y crítico de arte italiano (n. 1898).
- 1964: Evert Willem Beth, matemático neerlandés (n. 1908).
- 1964: Barbara Henneberger, esquiadora alpina alemana (n. 1940).
- 1964: Buddy Werner, esquiador alpino estadounidense (n. 1936).
- 1966: Sydney Allard, piloto de carreras británico-inglés y fundador de la compañía automovilística Allard Motor Company (n. 1910).
- 1966: Janez Jalen, sacerdote, dramaturgo y escritor esloveno (n. 1891).
- 1967: Clemens Wilmenrod, cocinero y actor alemán (n. 1906).
- 1968: Pelageja Belousova, funcionaria soviética (n. 1904).
- 1968: Mary Baxter Ellis, militar británica (n. 1892).
- 1968: Lorenz Nieberl, bobsledder alemán (n. 1919).
- 1968: Heinrich Nordhoff, director comercial, empresario e ingeniero alemán (n. 1899).
- 1968: Franz Pfeffer von Salomon, político y general alemán (n. 1888).
- 1969: Stanisław Bacia, militar polaco (n. 1914).
- 1969: Howard Bretherton, editor y director de cine estadounidense (n. 1890).
- 1969: Hans von der Mosel, general alemán (n. 1898).
- 1970: Vsevolod Bessonov, militar soviético (n. 1932).
- 1970: Kerstin Thorborg, contralto y mezzosoprano sueca (n. 1896).
- 1970: Arlington Valles, diseñador de vestuario británico (n. 1886).
- 1971: Carlo Alberto Federici, político italiano (n. 1904).
- 1971: Wynton Kelly, pianista estadounidense (n. 1931).
- 1971: Wolfgang Krull, matemático alemán (n. 1899).
- 1971: Ed Lafitte, jugador de béisbol y dentista estadounidense (n. 1886).
- 1971: Ígor Tamm, físico soviético, premio nobel de física en 1958 (n. 1895).
- 1972: Enrico Felicella, político italiano (n. 1887).
- 1972: Tom Iredale, zoólogo británico-inglés (n. 1880).
- 1972: Arcadio López, futbolista argentino (n. 1910).
- 1972: Kurt Wilhelm Marek, periodista y escritor alemán (n. 1915).
- 1972: Bjarne Røed Larsen, futbolista noruego (n. 1904).
- 1972: Alberts Šeibelis, futbolista letón (n. 1906).
- 1973: Arthur Freed, productor de cine, cantante, compositor y letrista estadounidense (n. 1894).
- 1973: Carlos Román, cantante colombiano (n. 1919).
- 1973: Alphonse Lacroix, jugador de hockey sobre hielo estadounidense (n. 1897).
- 1973: Boris Andreevič Sakharov, ingeniero de ajedrez y compositor ruso (n. 1914).
- 1974: Raymond Brownell, aviador australiano (n. 1894).
- 1974: Andonov Methods, director búlgaro (n. 1932).
- 1974: Yevgueni Vuchétich, escultor monumentalista soviético (n. 1908).
- 1975: Alf Andersen, esquiador combinado nórdico y saltador de esquí noruego (n. 1906).
- 1975: Josephine Baker, actriz, cantante, bailarina, militar, activista y humanitaria francesa (n. 1906).
- 1976: Miriam Cooper, actriz estadounidense (n. 1891).
- 1976: Henrik Dam, bioquímico y fisiólogo danés, premio nobel de medicina en 1943 (n. 1895).
- 1976: Paul Ford, actor estadounidense (n. 1901).
- 1976: Christos Kakkalos, guía de montaña griego (n. 1882).
- 1977: Beaumont Asquith, futbolista británico-inglés (n. 1910).
- 1977: Cesare Mariani, periodista, director deportivo y futbolista italiano (n. 1899).
- 1977: Ray Middleton, entrenador y jugador de fútbol británico-inglés (n. 1919).
- 1977: Zenzō Shimizu, tenista japonés (n. 1891).
- 1977: Philip K. Wrigley, empresario estadounidense (n. 1894), cofundador del Lincoln Park Gun Club.
- 1978: Joseph Delteil, escritor y poeta francés (n. 1894).
- 1978: József Holzbauer, futbolista húngaro (n. 1901).
- 1978: Isaak Michajlovič Menaker, director de cine soviético (n. 1905).
- 1978: Paul White, actor estadounidense (n. 1925).
- 1979: Karl Anton, director de cine, guionista y productor checo (n. 1898).
- 1979: Leopold Horace Ognall, escritor y periodista británico-escocés (n. 1908).
- 1979: Christiane Reimann, enfermera danesa (n. 1888).
- 1980: Ruggero Bonomi, general y aviador italiano (n. 1898).
- 1980: William Tolbert, político liberiano (n. 1913), 20.º presidente constitucional de Liberia, derrocado y asesinado por un golpe de Estado orquestado por los EE. UU.
- 1980: Sonja Wigert, actriz noruega (n. 1913).
- 1981: Hendrik Andriessen, organista, pianista y compositor neerlandés (n. 1892).
- 1981: Hans Chemin-Petit, compositor, director de orquesta y profesor alemán (n. 1902).
- 1981: Luigi Chiereghin, político italiano (n. 1923).
- 1981: Joe Louis (Joseph Louis Barrow, «el bombardero de Detroit»), boxeador estadounidense (n. 1914).
- 1981: Yasuhiko Asaka, aristócrata («príncipe») japonés (n. 1887), fundador de una rama colateral de la «familia imperial japonesa».
- 1982: Lenny Baker, actor estadounidense (n. 1945).
- 1982: August Claas, empresario alemán (n. 1887).
- 1982: Harry Storz, velocista y saltador de longitud alemán (n. 1904).
- 1982: Maurice Ville, ciclista de carretera francés (n. 1900).
- 1983: Comandante Marcial (Salvador Cayetano Carpio), político y sindicalista salvadoreño, cofundador del FMLN (n. 1918).
- 1983: Renato Giunti, editor y antifascista italiano (n. 1905).
- 1983: Jørgen Juve, futbolista y periodista noruego (n. 1906).
- 1983: Carl Morton, beisbolista estadounidense (n. 1944).
- 1984: Daniele D'Anza, director y guionista italiano (n. 1922).
- 1984: José Jabardo, ciclista de carretera español (n. 1915).
- 1984: Edwin Layton, almirante y criptoanalista estadounidense (n. 1903).
- 1984: Edward Sokoine, político tanzano (n. 1938).
- 1984: Ramón Tapia, boxeador chileno (n. 1932).
- 1984: Ruth Taylor, actriz estadounidense (n. 1905).
- 1985: Édouard Baumann, futbolista francés (n. 1895).
- 1985: Seiji Miyaguchi, actor japonés (n. 1913).
- 1985: Floyd Theard, jugador y entrenador de baloncesto estadounidense (n. 1944).
- 1986: Meri Avidzba, piloto y navegante militar soviética, la primera mujer aviadora de Abjasia (n. 1917).
- 1986: Joseph Dervaes, ciclista de carretera belga (n. 1906).
- 1986: José Jabardo, ciclista español (n. 1915).
- 1986: Valentín Katáyev, escritor y dramaturgo ruso (n. 1897).
- 1986: Adriano Milani Comparetti, médico italiano (n. 1920).
- 1987: René Hardy, partisano y escritor francés (n. 1911).
- 1987: Rafael Mújica, futbolista español (n. 1927).
- 1987: Mike Von Erich, luchador estadounidense (n. 1964).
- 1987: Wang Renmei, actriz y cantante china (n. 1914).
- 1987: Hertha von Walther, actriz alemana (n. 1903).
- 1988: Colette Deréal, cantante y actriz francesa (n. 1927).
- 1988: Karol Fageros, tenista estadounidense (n. 1934).
- 1988: Sheridan Gibney, guionista y dramaturgo estadounidense (n. 1903).
- 1988: Alan Paton, historiador, político, activista y escritor sudafricano (n. 1903).
- 1988: Alma Sabatini, lingüista y activista italiana (n. 1922).
- 1988: Jorge Salcedo, actor argentino (n. 1915).
- 1988: Vittorio Subilia, teólogo italiano (n. 1911).
- 1988: Italo Tancredi, actor italiano.
- 1989: Francesco Bellini, prefecto y político italiano (n. 1899).
- 1989: Stojan Brajša, político, abogado y publicista croata (n. 1888).
- 1989: Gerald Flood, actor y actor de voz británico (n. 1927).
- 1989: Abbie Hoffman, activista y política estadounidense (n. 1936), cofundadora del Partido Internacional de la Juventud.
- 1989: Martin Kjølholdt, futbolista noruego (n. 1938).
- 1989: Antonio Porta, escritor, poeta y crítico literario italiano (n. 1935).
- 1989: Sugar Ray Robinson, boxeador estadounidense (n. 1921).
- 1989: Georges Sébastian, director de orquesta húngaro (n. 1903).
- 1989: Tilda Thamar, actriz, directora y pintora argentina (n. 1921).
- 1990: Gustavo Bontadini, filósofo italiano (n. 1903).
- 1990: Geoffrey Harrison, diplomático británico-inglés (n. 1908).
- 1990: Otto Neumann, velocista y vallista alemán (n. 1902).
- 1990: Irving Terjesen, jugador de baloncesto estadounidense (n. 1915).
- 1990: Luis Trenker, director, actor y alpinista italiano (n. 1892).
- 1991: Domenico Latanza, político italiano (n. 1908).
- 1991: Tom Rosqui, actor estadounidense (n. 1928).
- 1992: Ilario Bandini, piloto de carreras y empresario italiano (n. 1911).
- 1992: Pietro Bugiani, pintor italiano (n. 1905).
- 1992: Bruno Caizzi, historiador y economista italiano (n. 1909).
- 1992: Ademar José Ribeiro, futbolista brasileño (n. 1940).
- 1992: Marjorie Gestring, buceadora estadounidense (n. 1922).
- 1992: Ettore Gracis, director de orquesta y compositor italiano (n. 1915).
- 1992: Guerino Grimaldi, arzobispo católico italiano (n. 1916).
- 1992: Deane Keller, pintor y militar estadounidense (n. 1901).
- 1992: Alfonso Vinci, alpinista, partisano y explorador italiano (n. 1915).
- 1992: Zoja Ivanovna Voskresenskaja, diplomática, agente secreta y escritora soviética (n.1907).
- 1993: Rafael Aguilar Guajardo, narcotraficante mexicano (n. 1950).
- 1993: Roy Cizek, inventor estadounidense (n. 1943).
- 1994: Elissa Aalto, arquitecta finlandesa (n. 1922).
- 1994: Suzanne Deve, tenista francesa (n. 1901).
- 1994: Branko Mikulić, político yugoslavo (n. 1928).
- 1994: Pamela Mitford, aristócrata británico-inglesa (n. 1907).
- 1994: Joseph Nelis, futbolista belga (n. 1917).
- 1995: Raffaele Di Sipio, actor italiano (n. 1906).
- 1995: Philip H. Lathrop, director de fotografía estadounidense (n. 1912).
- 1995: Michail Perevalov, futbolista soviético (n. 1930).
- 1995: Pedro Vuskovic, economista y político chileno (n. 1924).
- 1996: Antonio Capua, político italiano (n. 1905).
- 1996: Helmut Krone, ejecutivo publicitario estadounidense (n. 1925).
- 1997: Ivar Eriksson, futbolista sueco (n. 1909).
- 1997: Nechama Leibowitz, erudito bíblico israelí (n. 1905).
- 1997: George Wald, bioquímico, biólogo, fisiólogo, neurólogo y académico estadounidense, premio nobel de fisiología o medicina en 1967 (n. 1906).
- 1998: Giovanni Demaria, economista italiano (n. 1899).
- 1998: Robert Ford, poeta y diplomático canadiense (n. 1915).
- 1998: Ljubica Otašević, jugadora de baloncesto y actriz yugoslava (n. 1933).
- 1998: Bruno Rodzik, futbolista francés (n. 1935).
- 1998: Charles Sibley, ornitólogo y biólogo estadounidense (n. 1917).
- 1999: Ricardo Barreiro, caricaturista argentino (n. 1949).
- 1999: Dora Calindri, actriz italiana (n. 1910).
- 1999: Mario Forgione, periodista y ensayista italiano (n. 1933).
- 1999: Paolo Martelli, futbolista italiano (n. 1970).
- 1999: José Francisco de Morais, futbolista brasileño (n. 1948).
- 1999: Boxcar Willie, cantautor estadounidense (n. 1931).
- 2000: Carmen Dillon, escenógrafa británica (n. 1908).
- 2000: Franco Ferrari, periodista y escritor italiano (n. 1929).
- 2000: Max Hofmeister, futbolista austríaco (n. 1913).
- 2000: Christopher Pettiet, actor estadounidense (n. 1976).
- 2000: Gianfranco Rossi, escritor y poeta italiano (n. 1931).
- 2001: Harvey Ball, artista, ilustrador, empresario y militar estadounidense (n. 1921), creador del smiley.
- 2001: Alberto Erede, director de orquesta italiano (n. 1908).
- 2001: Richard Shores, compositor y director de orquesta estadounidense (n. 1917).
- 2002: Abram Aronovič Narodickij, director de cine soviético (n. 1906).
- 2002: George Shevelov, lingüista y filólogo ucraniano-estadounidense (n. 1908).
- 2003: Sydney Lassick, actor estadounidense (n. 1922).
- 2004: Moran Campbell, médico y académico canadiense, inventó la máscara Venturi (n. 1925).
- 2004: Alfio Caponi, político, sindicalista y partisano italiano (n. 1914).
- 2004: Jean-Marie Robain, actor francés (n. 1913).
- 2004: Juanito Valderrama, cantante flamenco español (n. 1916).
- 2005: Georgi Pačedžiev, entrenador y jugador de fútbol búlgaro (n. 1916).
- 2006: William Sloane Coffin, ministro y activista estadounidense (n. 1924).
- 2006: Andy Duncan, jugador de baloncesto estadounidense (n. 1922).
- 2006: Shekhar Mehta, piloto ugandés o keniano de rally (n. 1945).
- 2006: Puggy Pearson, jugador de póquer estadounidense (n. 1929).
- 2006: José Manuel Martín, actor español (n. 1924).
- 2006: Rajkumar, actor indio (n. 1929).
- 2007: Mario Jsmaele Castellano, arzobispo católico italiano (n. 1913).
- 2007: Kevin Crease, periodista australiano (n. 1936).
- 2007: Bob Sullivan, jugador de baloncesto y béisbol estadounidense (n. 1921).
- 2008: Duilio Agostini, piloto de motos italiano (n. 1926).
- 2008: Cecilia Colledge, patinadora artística y entrenadora británica (n. 1920).
- 2008: Dieter Eppler, actor alemán (n. 1927).
- 2008: Aleksandar Gec, jugador de baloncesto, entrenador de baloncesto y director deportivo yugoslavo (n. 1928).
- 2008: Patrick Hillery, médico y político irlandés, 6.º presidente de Irlanda (n. 1923).
- 2008: Bobby Tucker, músico estadounidense (n. 1923).
- 2008: Jerry Zucker, empresario y filántropo israelí-estadounidense (n. 1949).
- 2009: Marilyn Chambers, actriz porno y actriz de cine estadounidense (n. 1952).
- 2009: Kent Douglas, jugador y entrenador canadiense de hockey sobre hielo (n. 1936).
- 2009: Mike Keen, entrenador y jugador de fútbol británico-inglés (n. 1940).
- 2009: Eve Kosofsky Sedgwick, socióloga, crítica literaria y educadora estadounidense (n. 1950).
- 2010: María Aurelia Bisutti, actriz argentina (n. 1930).
- 2010: Andrea Cassone, arzobispo católico italiano (n. 1929).
- 2010: Michel Chartrand, líder sindical canadiense (n. 1916).
- 2010: Leonardo Cremonini, pintor y diseñador italiano (n. 1925).
- 2010: Gianfranco Fineschi, médico y botánico italiano (n. 1923).
- 2010: Wolfgang Grassl, esquiador alpino y entrenador de esquí alpino alemán (n. 1970).
- 2010: Peter Haskell, actor estadounidense (n. 1934).
- 2010: Michel Meslin, historiador francés (n. 1926).
- 2010: Loredana Pavone, modelo y estilista italiana (n. 1924).
- 2010: Lati Rinpoche, monje budista tibetano (n. 1922).
- 2010: Carlo Alberto Rossi, compositor, editor y productor discográfico italiano (n. 1921).
- 2010: Werner Schroeter, director, guionista y editor alemán (n. 1945).
- 2011: Agustín Acosta Lagunes, político mexicano (n. 1929).
- 2011: Karim Fakhrawi, periodista bahreiní (n. 1962), cofundador del periódico Al‑Wasat.
- 2011: Buster Martin, personalidad de la televisión francesa (n. 1906).
- 2011: Aleksandar Petaković, futbolista yugoslavo (n. 1930).
- 2012: Vladimir Astapovskij, futbolista soviético (n. 1946).
- 2012: Kellon Baptiste, futbolista granadino (n. 1973).
- 2012: Mohit Chattopadhyay, poeta y dramaturgo indio (n. 1934).
- 2012: Liz Ferris, buceadora británica (n. 1940).
- 2012: Mario Gismondi, periodista italiano (n. 1926).
- 2012: Rodgers Grant, pianista y compositor estadounidense (n. 1935).
- 2012: Nico Tirone, cantante italiano (n. 1944).
- 2013: Robert Byrne, ajedrecista, periodista y escritor estadounidense (n. 1928).
- 2013: Michael France, guionista estadounidense (n. 1962).
- 2013: Mario Gallorini, pintor y ceramista italiano (n. 1926).
- 2013: Marv Harshman, entrenador de baloncesto estadounidense (n. 1917).
- 2013: Brennan Manning, sacerdote y escritor estadounidense (n. 1934).
- 2013: Rosella Masseglia Natali, cantante italiana (n. 1943).
- 2013: Oöphoi, músico italiano (n. 1958).
- 2013: Johnny du Plooy, boxeador sudafricano (n. 1964).
- 2013: Stefan Stojkov, jugador de baloncesto búlgaro (n. 1938).
- 2013: Annamária Szalai, periodista y política húngara (n. 1961).
- 2013: Izabella Teleżyńska, actriz polaca (n. 1928).
- 2013: Ya'akov Yosef, rabino y político israelí (n. 1946).
- 2014: Maurício Alves Peruchi, futbolista brasileño (n. 1990).
- 2014: Pierre Autin-Grenier, escritor y poeta francés (n. 1947).
- 2014: Pierre-Henri Menthéour, ciclista de carretera francés (n. 1960).
- 2014: Hal Smith, jugador y entrenador de béisbol estadounidense (n. 1931).
- 2014: Billy Standridge, piloto de carreras estadounidense (n. 1953).
- 2015: Ibrahim Sulayman Muhammad Arbaysh, terrorista saudí (n. 1979).
- 2015: Paulo Brossard, jurista y político brasileño (n. 1924).
- 2015: Noël De Pauw, ciclista de carretera y de pista belga (n. 1942).
- 2015: Patrice Dominguez, tenista y entrenador argelino expatriado en Francia (n. 1950).
- 2015: Alfred Eick, comandante alemán (n. 1916).
- 2015: François Maspero, escritor y traductor francés (n. 1932).
- 2015: André Mba Obame, político gabonés (n. 1957).
- 2015: Nando Paduano, cantante italiano (n. 1946).
- 2015: Carlos Manuel Varela, director de teatro, dramaturgo, gestor cultural y profesor uruguayo (n. 1940).
- 2016: Mohammad Al Gaz, político y diplomático emiratí (n. 1930).
- 2016: Aquilino Bonfanti, futbolista italiano (n. 1943).
- 2016: Gianroberto Casaleggio, empresario y político italiano (n. 1954).
- 2016: Gib Guilbeau, cantante y músico estadounidense (n. 1937).
- 2016: Anne Jackson, actriz estadounidense (n. 1925).
- 2016: Balls Mahoney, luchador estadounidense (n. 1972).
- 2016: Quique Martín, futbolista y entrenador de fútbol español (n. 1925).
- 2016: Elcira Olivera Garcés, actriz argentina (n. 1924).
- 2016: Tibor Ordina, saltador de longitud y triple saltador húngaro (n. 1971).
- 2016: Fabio Poggiali, actor de teatro, dramaturgo y director de teatro italiano (n. 1966).
- 2016: Arnold Wesker, dramaturgo británico-inglés (n. 1932).
- 2016: Pedro de Felipe, futbolista español (n. 1944).
- 2017: Jean Bernabé, escritor y lingüista francés (n. 1942).
- 2017: Peggy Hayama, cantante y personalidad televisiva japonesa (n. 1933).
- 2017: Santiago Isasi, futbolista español (n. 1936).
- 2017: Toshio Matsumoto, director de cine y artista japonés (n. 1932).
- 2017: Franco Mescolini, actor italiano (n. 1944).[6]
- 2017: Charlie Murphy, actor, escritor de televisión, guionista, comediante, artista de voz y escritor estadounidense (n. 1959), hermano mayor de Eddie Murphy.
- 2017: Gianfranco Sabbatini, político italiano (n. 1932).
- 2017: Barry Frosty Smith, baterista y percusionista estadounidense (n. 1946), miembro de las bandas Omar & the Howlers y Soulhat.[7]
- 2017: Mika Vainio, músico finlandés (n. 1963).
- 2018: Giuliano Cenci, director italiano (n. 1931).
- 2018: Deborah Coleman, guitarrista y cantante estadounidense (n. 1956).
- 2018: Gianfranco Cremonese, político italiano (n. 1940).
- 2018: Stuart Devlin, artista australiano (n. 1931).
- 2018: Sergio Pitol, escritor, traductor y diplomático mexicano (n. 1933).
- 2019: Ivor Broadis, futbolista y entrenador británico-inglés (n. 1922).
- 2019: Italo Casali, tirador al blanco sammarinés (n. 1940).
- 2019: Georgia Engel, actriz y actriz de voz estadounidense (n. 1948).
- 2019: Forrest Gregg, entrenador y jugador de fútbol americano (n. 1933).
- 2019: Tommy Smith, futbolista británico-inglés (n. 1945).
- 2019: Giuliana Valci, cantante y astróloga italiana (n. 1946).
- 2020: Camillo Ballin, obispo católico y misionero italiano (n. 1944).
- 2020: Maurice Barrier, actor francés (n. 1932).
- 2020: Axel Berg, futbolista noruego (n. 1938).
- 2020: Kishen Bholasing, cantante, músico y percusionista surinamés (n. 1984).
- 2020: Peter Bonetti, futbolista británico-inglés (n. 1941).
- 2020: Tim Brooke-Taylor, comediante, actor y guionista británico-inglés (n. 1940).
- 2020: Tony Cauchi, futbolista y entrenador de fútbol maltés (n. 1935).
- 2020: Chung Won-shik, político y militar surcoreano (n. 1928).
- 2020: Jacques De Decker, escritor, periodista y dramaturgo belga (n. 1945).
- 2020: Lucio Del Pezzo, artista, pintor y escultor italiano (n. 1933).
- 2020: Danny Goldman, actor y actor de voz estadounidense (n. 1939).
- 2020: Sascha Hupmann, jugador de baloncesto alemán (n. 1970).
- 2020: Tarvaris Jackson, jugador estadounidense de fútbol americano (n. 1983).
- 2020: Keiji Fujiwara, actor de doblaje y actor japonés (n. 1964).
- 2020: Rubén Menini, basquetbolista argentino (n. 1924).
- 2020: Stirling Moss, piloto británico de carreras (n. 1929).
- 2021: Gianni Bertoncin, actor y actor de voz italiano (n. 1934).
- 2021: Marco Bollesan, jugador de rugby, entrenador de rugby y director deportivo italiano (n. 1941).
- 2021: André Maranne, actor francés (n. 1926).
- 2021: Daniel Schinasi, pintor italiano (n. 1933).
- 2021: Joseph Siravo, actor y productor estadounidense (n. 1955).
- 2021: Galen Weston, empresario canadiense (n. 1940).
- 2021: Vincent Vitetta, ciclista de ruta francés (n. 1925).
- 2021: Willard Weston, empresario canadiense (n. 1940).
- 2021: Shirley Williams, política, profesora y escritora británico-inglesa (n. 1930).
- 2022: Mario Bianchi, director italiano (n. 1939).
- 2022: Sonny Caldinez, actor trinitense (n. 1932).
- 2022: Olga Fiorini, empresaria y profesora italiana (n. 1927).
- 2022: Gilbert Gottfried, comediante, actor, actor de doblaje y cantante estadounidense (n. 1955).
- 2022: Zvonimir Janko, matemático croata (n. 1932).
- 2022: Georges Zvunka, entrenador y jugador de fútbol francés (n. 1937).
- 2023: Ivo Babuška (97), matemático checo (n. 1926).[8]
- 2023: Eduard Bagirov (47), escritor, presentador de radio y consultor político ruso (n. 1975).[9]
- 2023: Uttara Baokar (79), actriz india (n. 1943).[10]
- 2023: Silvio Bergia, físico italiano (n. 1935).
- 2023: James Bradley, jugador de baloncesto estadounidense (n. 1955).
- 2023: Jacques Gaillot (87), obispo católico francés (n. 1935).[11]
- 2023: Louis Gaskin (56), asesino serial convicto estadounidense; ejecutado con inyección letal (n. 1967).[12]
- 2023: David Hurles (78), productor de cine y pornógrafo gay estadounidense (n. 1945).[13]
- 2023: Radoslav Kunzo (48), futbolista eslovaco (n. 1974).[14]
- 2023: Tibisay Lucena (63), política venezolana, expresidenta del Consejo Nacional Electoral y ministra de Educación Universitaria (n. 1959); cáncer.[15]
- 2023: Keshub Mahindra (99), empresario indio (n. 1923).[16]
- 2023: Judith Miller (71), experta en antigüedades, escritora y locutora británica (n. 1951).[17]
- 2023: Bernardo Moll (47), cineasta, documentalista y montador español; cáncer (n. 1975).[18]
- 2023: Tamilla Nasirova (86), matemática azerí (n. 1936).[19]
- 2023: Senan Louis O'Donnell (96), obispo católico irlandés (n. 1927).[20]
- 2023: Jean-Pierre Olié (77), psiquiatra francés (n. 1945).[21]
- 2023: Gianfranco Palazzoli (89), piloto y director de carreras automovilísticas italiano (n. 1934).[22]
- 2023: Bryn Parry (66), caricaturista y trabajador caritativo británico; cáncer de páncreas (n. 1956).[23]
- 2023: John Ntumba Panumankole (54), economista y político congoleño (n. 1968).[24]
- 2023: Jah Shaka (75), operador de sistemas de sonido de reggae-dub jamaicano (n. 1947).[25]
- 2023: Yves Sillard, ingeniero y aviador francés (n. 1936).
- 2023: Megan Terry (90), dramaturga, artista de teatro y guionista estadounidense (n. 1932).[26]
- 2023: Blair Tindall (63), oboísta y periodista estadounidense (n. 1960).[27]
- 2023: Willy De Waele (85), político belga (n. 1937).[28]
- 2023: Piotr Wesołowski (59), periodista polaco (n. 1963).[29]
- 2023: G. I. Williamson (97), teólogo, escritor y pastor reformista estadounidense (n. 1925).[30]
- 2023: Takaaki Yamazaki (79), político japonés (n. 1943).[31]
- 2024: Giorgio Azzolini, contrabajista y compositor italiano (n. 1928).
- 2024: Roberto Cavalli, diseñador de moda e inventor italiano (n. 1940).
- 2024: Eleanor Coppola, cineasta estadounidense (n. 1936).
- 2024: Rubén Douglas, jugador de baloncesto estadounidense (n. 1979).
- 2024: Olga Fikotová, lanzadora de disco y jugadora de baloncesto checoslovaca (n. 1932).
- 2024: Robert MacNeil, periodista y escritor canadiense-estadounidense (n. 1931).
- 2024: Joseph Reynders, nadador y jugador de waterpolo belga (n. 1929).
- 2025: Denis Arndt, actor estadounidense (n. 1939).
- 2025: Christian Chukwu, entrenador y jugador de fútbol nigeriano (n. 1954).
- 2025: Nicky Katt, actor estadounidense (n. 1970).
- 2025: John J. LaFalce, político estadounidense (n. 1939).
- 2025: Graziano Mesina, criminal italiano (n. 1942).
- 2025: Nino Tempo, cantante, saxofonista y clarinetista estadounidense (n. 1935).

## Celebraciones
- Día Mundial de Reducción de Gastos Militares.

- Día Internacional de los Vuelos Espaciales Tripulados.

- Día Internacional de los Niños de la Calle.

- Día Internacional de las Personas con Extremidades Diferentes.

- Día Mundial del Hámster.
Esta fecha conmemora la expedición del zoólogo Israel Aharoni en 1930, que dio lugar a los primeros hámsteres domesticados.

 Por países
(Por orden alfabético)
- Argentina:
  - Día Nacional del Vidrierista y Decorador.
Para resaltar la creatividad y responsabilidad de quienes desempeñan esos oficios.

- Bolivia:
  - Día del Niño Boliviano.

- España:
  - Día de la Atención Primaria.

- Rusia:
  - Día de la Cosmonáutica.
  - La noche de Yuri.
En conmemoración del primer viaje tripulado al espacio.

### Santoral católico
- San Alferio, abad italiano.

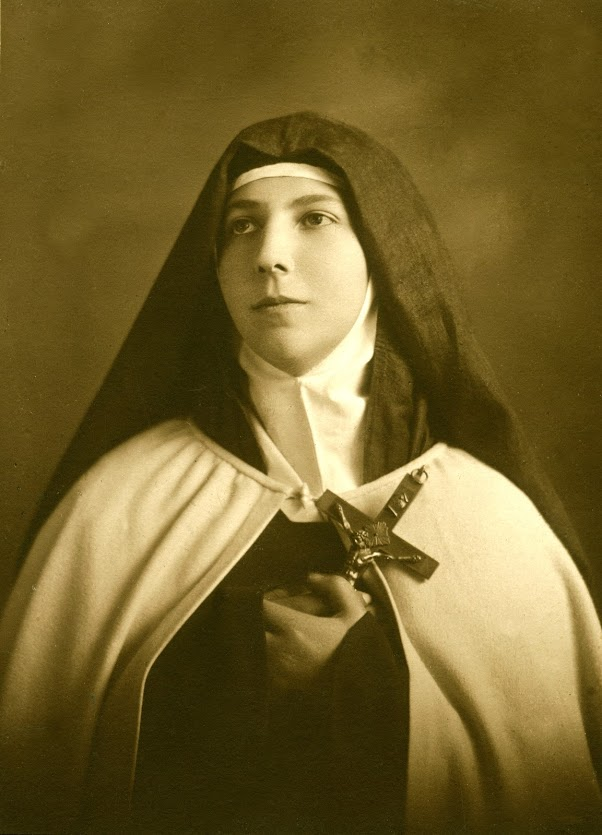
Retrato de Santa Teresa de Los Andes (1919), carmelita chilena.

- San Basilio de Pario, obispo italiano.
- San Constantino de Gap, obispo galo.
- San Damiano de Pavía, obispo italiano.
- San Erkembodone, abad y obispo galo.
- San David Uribe Velasco, presbítero y mártir mexicano.
- San José Moscati, médico italiano.
- San Julio I, papa 35º.
- San Sabas Godo, mártir.
- Santa Teresa de los Andes, religiosa carmelita chilena.
- Santa Visia, virgen y mártir romana.
- San Zenón, obispo italiano.
- Beato Lorenzo, religioso portugués.